# 兵庫県出身の人物一覧
兵庫県出身の人物一覧（ひょうごけんしゅっしんのじんぶついちらん）は、兵庫県出身の人物の一覧表である。

## 公人

### 行政
- 泉谷祐勝（宮内省野球班創設者）：神戸市
- 岩村敬（第5代国土交通事務次官）
- 上原淳（国土交通省鉄道局長、海上保安庁次長）：加古川市
- 宇敷赳夫（台湾総督府技師（1917-1941年）、当時の台北駅・嘉義駅・台南駅などの設計者）：姫路市（本籍は神戸市）
- 大石久和（国土交通省技監）
- 太田新生（駐リビア大使）：姫路市
- 奥克彦（外務官僚。イラクにおいて銃撃を受け殉職）：宝塚市
- 加藤進（観光庁次長）：神戸市[1]
- 糟谷敏秀（経済産業官僚）
- 河瀬和重（国土地理院長）
- 川西實三（旧内務官僚。二府二県の官選知事を務めた）：神戸市
- 神田眞人（アジア開発銀行総裁、財務官）
- 北畑隆生（経済産業事務次官、学校法人三田学園理事長兼校長）
- 北村隆志（国土交通官僚、第4代鉄道建設・運輸施設整備支援機構理事長）[2]
- 九鬼隆一（宮内省図書頭、帝国博物館総長、男爵）：三田市
- 小西禎一（大阪府副知事）：加西市
- 小林大樹（第14代農林水産省経営局長）[3]
- 小松一郎（内閣法制局長官）：神戸市
- 塩見英之（国土交通審議官、国土交通省総合政策局長、第3代国土交通省不動産・建設経済局長、国土交通省住宅局長）[4]
- 下山定則（初代日本国有鉄道総裁）
- 杉本和行（公正取引委員会委員長）：姫路市
- 鈴木庸一（駐フランス特命全権大使、外務省参与）
- 住田正二（運輸事務次官、東日本旅客鉄道代表取締役社長）：神戸市
- 髙橋憲一（第33代防衛事務次官、内閣官房副長官補）
- 竹村晃一（総務審議官、総務省国際戦略局長、総務省大臣官房長、総務省総合通信基盤局長）[5]
- 谷滋行（警察庁長官官房総括審議官、同首席監察官）：加西市[6]
- 田畑一雄（中央労働委員会事務局長）
- 田良原政隆（駐エルサルバドル特命全権大使、シャンソン歌手）：西宮市
- 辻哲夫（厚生労働事務次官、東京大学特任教授）
- 寺﨑秀俊（総務省自治税務局長、神戸市副市長、熊本市副市長）：神戸市[7]
- 速水優（第28代日本銀行総裁）：神戸市
- 平岡定太郎（3代目樺太庁長官・三島由紀夫の祖父）：播磨国印南郡上富木村（現・加古川市）
- 船越健裕（外務事務次官、外務審議官（政務）、外務省アジア大洋州局長）[8]
- 古市公威（内務省初代土木技監。帝国工科大学（現・東京大学工学部）初代学長。男爵）：播磨国飾東郡姫路藩（現・姫路市）（生まれは江戸の藩屋敷）
- 別所浩郎（国連大使）
- 松尾臣善（第6代日本銀行総裁）
- 松下康雄（第27代日本銀行総裁）：神戸市
- 松田浩樹（内閣官房内閣総務官）[9]
- 松本敦司（総務省行政管理局長、第32代船橋市副市長）：尼崎市[10]
- 村瀬佳史（第32代資源エネルギー庁長官）[11]
- 山内智生（総務省サイバーセキュリティ統括官）[12]
- ユリコ・バッケス（駐ルクセンブルクEU大使）：神戸市
- 横山紳（第29代農林水産事務次官、第27代農林水産省大臣官房長、第10代農林水産省経営局長、農林水産省大臣官房総括審議官〈国際〉）：神戸市
- 吉阪俊蔵（農商務省→内務省）：武庫郡西灘村（現・神戸市灘区）
- 米村敏朗（第87代警視総監、第17・18代内閣危機管理監、東京オリンピックセキュリティ最高責任者）：西宮市

### 軍人

#### 大将
陸軍
- 田中静壱（陸軍大将。第12方面軍司令官兼東部軍管区司令官。終戦の反乱を鎮圧）：揖保郡揖西村（現・たつの市）
- 藤江恵輔（陸軍大将。第11方面軍司令官兼東北軍管区司令官）
- 本郷房太郎（陸軍大将。軍事参議官）：多紀郡（現・丹波篠山市）
- 本庄繁（陸軍大将。関東軍司令官、侍従武官長、「本庄日記」）：多紀郡真南条中村（現・丹波篠山市）

#### 中将
海軍
- 大西瀧治郎（海軍中将。神風特攻隊の開祖）：氷上郡芦田村（現・丹波市）
- 柴崎恵次（海軍中将。タラワの戦いの司令官）：加東郡上東条村（現・加東市）
- 田中耕太郎（海軍中将。海軍随一のロシア通といわれた）：丹波国多紀郡篠山（現・丹波篠山市）

陸軍
- 藤井茂太（陸軍中将。日露戦争時第1軍参謀長）：播磨国福本藩（現・神崎郡神河町）
- 石本新六（陸軍中将。薩長出身以外で初の陸軍大臣）：播磨国飾東郡姫路藩（現・姫路市）
- 秋山徳三郎（陸軍中将）： 青垣町（現・丹波市）
- 安藤紀三郎（陸軍中将。東條英機内閣内務大臣。貴族院議員）：篠山藩（現・丹波篠山市）
- 磯谷廉介（陸軍中将。香港占領地総督）篠山藩（現・丹波篠山市）
- 田中久一（陸軍中将。第23軍司令官兼香港占領地総督）
- 樋口季一郎（陸軍中将。第5方面軍司令官兼北部軍管区司令官。占守島の戦いの司令官。イスラエル建国功労者）：三原郡本庄村（現・南あわじ市）
- 堀井富太郎（陸軍中将。第55師団南海支隊長としてポートモレスビー作戦を指揮）：加東郡河合村（現・小野市）

#### 少将
海軍
- 奥田喜久司（海軍少将。少年飛行兵制度を発案して、予科練に至る基礎をつくる）
- 小島秀雄（海軍少将）：神戸市

陸軍
- 四方諒二（陸軍少将。憲兵司令部本部長兼東京憲兵隊隊長）：神戸市

#### その他の軍人
- 河本大作（陸軍大佐。張作霖爆殺事件首謀者、南満州鉄道理事）：佐用郡三日月村（現・佐用町）
- 西田正雄（海軍大佐。戦艦比叡艦長）：龍野市（現・たつの市）
- 藤原岩市（陸軍中佐。大本営参謀、F機関機関長、陸上自衛隊第1師団長、自衛隊調査学校校長）：多可郡津万村（現・西脇市）

### 自衛官
- 秋山一郎（陸将補、化学兵器禁止機関(OPCW)の初代技術事務局査察局長）
- 磯島恒夫（第27代陸上幕僚長）
- 庵原貢（第3代海上幕僚長。元帝国海軍大佐）
- 上村健太郎（初代航空幕僚長。旧内務官僚）
- 衣笠駿雄（第9代陸上幕僚長、第6代統合幕僚会議議長。元帝国陸軍軍人）
- 杉山蕃（第22代航空幕僚長、第21代統合幕僚会議議長）：芦屋市
- 中川義章（陸将）
- 藤縄祐爾（第26代陸上幕僚長、第23代統合幕僚会議議長）
- 前田優（第14代海上幕僚長。元帝国海軍中尉）
- 松尾幸弘（陸将）

### 政治家

#### 歴代衆・参議院議長
参議院議長
- 扇千景【第26代】：神戸市

衆議院議長
- 清瀬一郎【第49・50代】：姫路市
- 土井たか子【第68代】：神戸市
- 原健三郎【第65代】：淡路市（旧津名郡浅野村）

#### 国会議員
- 荒木宏（弁護士、元衆議院議員）：神戸市
- 有田喜一（第87代文部大臣）：氷上郡氷上町（現丹波市）
- 井上喜一（元防災担当大臣）：加西市
- 井上なつゑ（元参議院議員）：福田村
- 大串正樹（衆議院議員）：西宮市
- 大山郁夫（元衆議院議員）：赤穂郡若狭野村（現・相生市）
- 岡田五郎（元衆議院議員）：加東郡小野町（現・小野市）
- 初代岡田春夫（元衆議院議員）
- 奥野総一郎（衆議院議員） ：神戸市
- 加田裕之（参議院議員）：神戸市灘区
- 小池百合子（第5-7代環境大臣、第2代防衛大臣）：芦屋市
- 上月良祐（参議院議員）：神戸市
- 鴻池祥肇（元防災担当大臣、官房副長官）：尼崎市
- 河本敏夫（第36代通商産業大臣、自民党政調会長、沖縄開発庁長官）：相生市
- 河本三郎（元衆議院内閣委員長）：相生市
- 小林絹治（元衆議院議員）：加東郡河合村（現・小野市）
- 小林正巳（元衆議院議員）
- 齊藤健一郎（参議院議員）：尼崎市
- 斎藤隆夫（元国務大臣）：但馬国出石郡出石町（現・豊岡市）
- コンニ・ジリアクス（元庶民院議員）：神戸市
- 末松信介（第27代文部科学大臣）：神戸市西区
- 杉田水脈（衆議院議員）：神戸市須磨区
- 砂田圭佑（元衆議院議員）：神戸市
- 砂田重民（第99代文部大臣）：神戸市
- 高橋昭一（元衆議院議員）：小野市
- 谷公一（衆議院議員）：美方郡村岡町（現・香美町）
- 谷洋一 (第30代農林水産大臣、沖縄開発庁長官、北海道開発庁長官) ：美方郡村岡町（現・香美町）
- 田健治郎 （元台湾総督、男爵）：丹波国氷上郡下小倉村（現・丹波市）
- 佐々木良作（元民社党委員長）：養父郡八鹿町（現・養父市）
- 竹村泰子（元参議院議員）：神戸市
- 渡海紀三朗（第9代文部科学大臣）：高砂市
- 渡海元三郎 (第17代自治大臣、第42代建設大臣、北海道開発庁長官）：高砂市
- 西村康稔（経済再生担当大臣）：明石市
- 橋本慧悟（衆議院議員）
- 林塩（元参議院議員）：神戸市
- 東谷義和（元参議院議員、元YouTuber、元実業家）：伊丹市
- 藤井比早之（衆議院議員）：西脇市
- 筆坂秀世（元参議院議員）：川辺郡猪名川町
- 正森成二（元衆議院議員、弁護士）：神戸市
- 松本十郎（第48代防衛庁長官）：（現・姫路市）
- 丸川珠代（参議院議員、第22代環境大臣）：神戸市
- 三木圭恵（衆議院議員）：西宮市
- 水岡俊一（元参議院議員）：城崎郡竹野町（現・豊岡市）
- 盛山正仁（衆議院議員）：西宮市
- 山口壯（第29代環境大臣）：相生市
- 和田有一朗（衆議院議員） ：神戸市
- 吉田知代（衆議院議員） ：神戸市

#### 都道府県知事
- 石原慎太郎（第14-17代東京都知事。第8代環境庁長官。第60代運輸大臣）：神戸市
- 井戸敏三（第48-52代兵庫県知事）：揖保郡新宮町（現・たつの市）
- 北垣国道（第3代京都府知事。第4代北海道庁長官。元貴族院議員）：但馬国養父郡能座村（現・養父市）
- 黒岩祐治（公選第6代神奈川県知事）：神戸市
- 小池百合子（第20・21代東京都知事。元環境大臣、防衛大臣）：芦屋市
- 斎藤元彦（第53-54代兵庫県知事）：神戸市須磨区
- 阪本勝（第36-37代兵庫県知事）：尼崎市
- 桜井勉（元徳島県知事。第10代山梨県知事。気象測候所の創始者。日本の天気予報の創始者とされる）：出石町（現・豊岡市）
- 島田叡（第23代沖縄県知事）：武庫郡須磨村（現・神戸市須磨区）
- 鈴木健太（第21代秋田県知事、元秋田県議会議員）：神戸市
- 谷本正憲（第13-19代石川県知事）：西脇市
- 村山道雄（第31・34代山形県知事、元参議院議員）
- 山田啓二（第15-18代京都府知事、京都府京都文化博物館長）：洲本市

#### 市町村長
- 泉房穂（第14代明石市長）：明石市
- 石見利勝（第18代姫路市長）：姫路市
- 岡恒雄（第15代高砂市長）：高砂市
- 栗原一（第2代たつの市長）：たつの市
- 阪上善秀（第15代宝塚市長。元衆議院議員）：宝塚市
- 嶋田正義（元福崎町長）：神崎郡福崎町
- 白井文（第14代尼崎市長）：尼崎市
- 谷洋一（元村岡町長・農林水産大臣）：美方郡村岡町（現・香美町）
- 渡海元三郎（元曽根町長・建設大臣・自治大臣）
- 中川暢三（元加西市長）：加西市
- 仲田一彦（第18代三木市長）：西脇市
- 永田秀次郎（第8代・第14代東京市長。貴族院議員。拓殖大学第4代学長。俳人）：南あわじ市（旧三原郡）
- 久元喜造（第16代神戸市長）：神戸市兵庫区
- 平松邦夫（第18代大阪市長）：尼崎市
- 藤原昭（第22代奈良市長）：姫路市
- 蓬萊務（第6代小野市長）：小野市
- 堀川和洋（第17代姫路市長）：姫路市
- 前田房之助（元大社村長・立憲民政党政調会長）：西宮市
- 矢田立郎（第15代神戸市長）：神戸市灘区
- 薮本吉秀（第15-17代三木市長）：三木市
- 山本実（第3代たつの市長）：たつの市
- 石井登志郎（第14代西宮市長）：芦屋市
- 岡田康裕（第17代加古川市長）：神戸市垂水区
- 永藤英機（第22代堺市長）：芦屋市

### 法曹
- 今井功（最高裁判所判事）
- 甲斐中辰夫（最高裁判所判事）
- 北山元章（福岡高等裁判所長官）
- 住田裕子（弁護士）：加古川市
- 田中二郎（最高裁判所判事、行政法学者）：印南郡阿弥陀村（現・高砂市）
- 丸島俊介（弁護士、第6代日本司法支援センター理事長、第47代日本弁護士連合会事務総長）
- 丸山和也（弁護士）：揖保郡新宮町（現・たつの市）
- 安田好弘（弁護士）
- 山本真千子（大阪高等検察庁次席検事）
- 涌井紀夫（最高裁判所判事）

## 文化人

### 学者
- 赤岡功（経営学者）：伊丹市
- 縣公一郎（行政学者）：神戸市
- 赤松啓介（民俗学者）：加西市
- 浅田彰（経済学者、哲学者、思想史家）：神戸市
- 荒勝文策（原子核物理学者）：姫路市
- 安藤広太郎（農学者）：丹波市
- 安藤裕康（天文学者）：神戸市
- 飯尾潤（政治学者）：神戸市
- 五百旗頭真（政治学者）：西宮市
- 井川スミス史子（考古学者）：神戸市
- 池内紀（ドイツ文学者）：姫路市
- 池内了（天文学者、宇宙物理学者）：姫路市
- 池田草庵（江戸時代末期の儒学者）：養父市（旧養父郡八鹿町）
- 井上通泰（国文学者、歌人、医師）：神崎郡福崎町
- 今村泰二（動物学者）：三木市
- 岩間陽子（国際政治学者）：神戸市
- 太田肇（経営学者）：豊岡市（旧出石郡但東町）
- 大谷千正（音楽学者）：姫路市
- 大西明（物理学者）：神戸市
- 岡田節人（発生生物学者）：伊丹市
- 置塩信雄（経済学者）：神戸市
- 荻野周史 （分子病理疫学者・ハーバード大学教授）:明石市
- 小野田俊蔵（仏教学者・佛教大学歴史学部教授）：神戸市
- 小野秀樹（言語学者）：神戸市
- 笠原嘉（精神病理学者）：神戸市
- 笠谷和比古（歴史学者）：神戸市
- 勝沼精蔵（医学者）：神戸市
- 加藤弘之（政治学者）：豊岡市（旧出石郡出石町）
- 柄谷行人（哲学者、文芸評論家）：尼崎市
- 河合隼雄（心理学者、第16代文化庁長官）：篠山市
- 河合雅雄（動物学者）：篠山市
- 河田潤一（政治学者）：神戸市
- 川本幸民（江戸時代末期の蘭学者）：三田市
- 河島幸夫（政治学者）：小野市
- 貴志俊彦 （歴史学者）
- 清瀬信次郎（法学者）
- 黒田徳米（博物学者、貝類学者）：南あわじ市
- 契沖（江戸時代中期の国学者、僧侶）：尼崎市
- 香西泰（経済学者、第7代政府税調会会長）：神戸市
- 高津春繁（言語学者、古代ギリシア文学研究者）：神戸市
- 河本重次郎（医学者。日本近代眼科の父と呼ばれる）：豊岡市
- 小寺武四郎（経済学者）:神戸市
- 小松英一郎（物理学者）：宝塚市
- 斉藤利彦（歴史学者）
- 佐々木高弘（民俗学者）
- 島本哲朗（経済学者）
- 寿岳文章（英文学者、書誌学者）：神戸市
- 白根元（物理学者）：芦屋市
- 末永航（美術史学者）：神戸市
- 末元善三郎（天文学者）：神戸市
- 高島俊男（中国文学者）：相生市
- 高瀬文志郎（天文学者）：西脇市
- 高橋史朗（教育学者）：たつの市
- 武内ゆかり（獣医学者）
- 田中克彦（言語学者）：養父市
- 田中正平（物理学者、音響学者）： 南あわじ市
- 谷直樹（建築学者）：姫路市
- 玉田黙翁（江戸時代中期の儒学者）：加古川市
- 辻善之助（歴史学者）：姫路市
- 十倉好紀（物性物理学者）：西脇市
- 外村彰（物理学者）：西宮市
- 豊下楢彦（国際関係論）
- 永代静雄  (小説家、新聞記者)
- 那波活所（江戸時代初期の儒学者）：姫路市
- 難波洋三（考古学者）：姫路市
- 西治辰雄（統計学者）：尼崎市
- 西塚泰美（医学者、生化学者）：芦屋市
- 丹羽春喜（経済学者）：芦屋市
- 野依良治（化学者、ノーベル化学賞受賞）：芦屋市
- 朴一（経済学者）：尼崎市
- 畑明郎（環境学者）：加古川市
- 花房秀三郎（癌ウイルス学者）：西宮市
- 濱田浩一郎（歴史学者）：相生市
- 原秀六（商法学者）：神戸市
- 原洋之介（開発経済学者、農業経済学者）：赤穂市
- 原田慶吉（ローマ法学者）：神戸市
- 平尾浩三（ドイツ文学者）：神戸市
- 平田岳史（化学者）：柏原町
- 平山晃康（医学者、脳神経外科）：龍野市
- 広重徹（現代物理学史家）：神戸市
- 広瀬秀雄（天文学者）：姫路市
- 福田歓一（政治学者）：神戸市
- 福田央（生化学者、生命科学者、酒類総合研究所理事長）
- 藤縄昭（精神病理学者）：神戸市
- 藤原惺窩（戦国時代末期から江戸時代初期の儒学者）：三木市
- 船越資晶（法社会学者）：神戸市
- 松原隆一郎（社会学者、経済学者）：神戸市
- 真渕勝（政治学者）：神戸市
- 三木清（哲学者）：龍野市
- 三島徳七（冶金学者）：淡路島
- 南博方（行政法学者）：豊岡町
- 嶺重慎（天文学者）：宍粟郡山崎町（現宍粟市）（北海道札幌市生まれ）
- 美濃部達吉（憲法学者）：高砂市
- 村瀬春雄（保険学者）：神戸市
- 村田晃嗣（政治学者）：神戸市
- 元良勇次郎（日本で最初の心理学者）：三田市
- 柳田國男（民俗学者）：神崎郡福崎町
- 薮内清（天文学者・科学史家）：神戸市
- 山片蟠桃（江戸時代中期の町人学者）：高砂市
- 山本尚（化学者）：神戸市
- 吉川幸次郎（中国文学者）：神戸市
- 四方田犬彦（比較文学者、映画史家）：西宮市
- 冷泉為人（日本美術史家。上冷泉家第25代当主）：加古郡稲美町
- 六本佳平（法社会学者）：神戸市
- 和辻哲郎（思想家、哲学者）：姫路市

### 教育者
- 隂山英男（教育再生会議委員。立命館大学教育開発支援センター教授）：朝来市
- 片岡孝 （ロシア語学者。大阪外国語大学名誉教授・レニングラード大学教授）：朝来市
- 岸本裕史（元小学校教師。百ます計算の生みの親）：神戸市
- 村上雄藏（英語教育者。元帝国海軍軍人）：神戸市
- 一柳満喜子（キリスト教教育者。近江兄弟社で知られるウィリアム・メレル・ヴォーリズの妻で、近江兄弟社学園の元学園長）

### 画家
- 伊藤清永（洋画家）：出石郡出石町（現・豊岡市）
- 岩佐又兵衛（江戸時代初期の大和絵絵師）：摂津国河辺郡伊丹（現・伊丹市）
- 王少飛（現代画家、芸術家）：神戸市（中国湖南省生まれ）
- 大松伸洋（現代画家）：姫路市
- 岡本帰一（童画画家）：淡路島生まれ（東京都育ち）
- 加藤美代三（日本画家）：豊岡市
- 金山平三（洋画家）：神戸市
- 川勝茂弘（洋画家）：宝塚市
- 岸本篤子（日本画家）
- 小磯良平（洋画家）：神戸市中央区
- 後藤仁 （日本画家、アジアの美人画）：赤穂市
- 酒井抱一（日本画家）：姫路市
- 笹倉鉄平（洋画家）
- 白髪一寿（抽象画家）：尼崎市
- 菅井汲（洋画家）：神戸市
- 高橋玄輝（日本画家）
- 髙橋忠雄（洋画家）：加西市
- 津高和一（洋画家）：西宮市
- 永田禎彌（洋画家）：尼崎市
- 成田亨（画家・彫刻家）：尼崎市
- 西村元三朗（洋画家）：神戸市
- 橋本関雪（日本画家）：神戸市
- 橋本信（日本画家）
- 東山魁夷（日本画家）：神戸市（神奈川県横浜市生まれ）
- 松岡映丘（日本画家）：神崎郡福崎町
- 元永定正（洋画家）：宝塚市
- 横尾忠則（美術家）：西脇市
- 和田三造（洋画家）：朝来市（旧朝来郡生野町）

### 版画家
- 川西英：神戸市兵庫区
- 長谷川富三郎（板画家）：姫路市
- 三木翠山：加東市
- 山口啓介：西宮市

### 彫刻家
- 植松奎二：神戸市
- 牛尾啓三：姫路市
- 菊川晋久：南あわじ市
- 日下寛治：朝来市
- 久保浩 ：神戸市
- 新谷琇紀：神戸市
- 髙橋忠雄：加西市
- 棚田康司：明石市
- 津野充聡：神戸市
- 柳原義達：神戸市
- 淀井敏夫：朝来市

### 陶芸家
- 市野重義：篠山市
- 髙橋忠雄：加西市
- 藤井佐知：南あわじ市（旧阿那賀村）

### 建築家
- 蔭山晶久
- 高口恭行：神戸市
- 野口孫市：姫路市
- 本間乙彦：たつの市（旧龍野町）
- 松岡拓公雄：姫路市
- 横河民輔：明石市
- 畑友洋：丹波市

### 作家
- 青山光二（小説家）：神戸市
- 浅井ラボ（ライトノベル作家）：神戸市
- 浅暮三文（推理作家、SF作家）：西宮市
- 我孫子武丸（推理作家）：西宮市
- 安西篤子（小説家）：神戸市
- 伊藤たかみ（芥川賞）：神戸市
- 稲垣足穂：神戸市（大阪市生まれ）
- 井上祐美子（小説家）：姫路市
- いもとようこ（絵本作家）：三木市
- 岩野泡鳴（小説家、詩人）：洲本市
- 上阪徹（著作家、ブックライター）：豊岡市
- 瓜生卓造（小説家、随筆家）：神戸市
- 江上剛：丹波市
- 岡田淳（児童文学作家）：西宮市
- 神坂一（ライトノベル作家）：朝来市
- かんべむさし（小説家、SF作家、エッセイスト）：西宮市
- 北野勇作（小説家、SF作家）：
- 木原浩勝（小説家、作家）：尼崎市
- 木村曙：神戸市
- 機本伸司（SF作家、映画監督）：宝塚市
- 久坂葉子（小説家）：神戸市
- 草葉たつや（作家、コラムニスト）：神戸市
- 国沢裕（小説家）：神戸市
- 車谷長吉：姫路市
- 軒上泊：加東郡滝野町
- 小林恭二（小説家）：西宮市
- 小林春彦（作家）:神戸市・三田市（大阪府箕面市出身）
- 小松左京（小説家、SF作家）：神戸市（大阪府箕面市出身）
- 小峰元（小説家）：神戸市
- 最相葉月：神戸市（東京都生まれ）
- 三枝和子（小説家）：神戸市
- 三枝零一：
- 酒井駒子（絵本作家）
- 笹倉明：西脇市
- 三田誠：
- 椎名麟三：姫路市
- 島京子（作家）：神戸市
- 須賀敦子（随筆家、イタリア文学者）：芦屋市
- 杉岡幸徳（作家、エッセイスト、奇祭評論家）
- 鈴木創士：神戸市
- 清涼院流水：西宮市
- 高木敏克：神戸市
- 高見広春：神戸市（香川県育ち）
- 竹本健治：相生市
- 田中哲弥：神戸市
- 田辺聖子：神戸市（大阪市生まれ）
- 谷甲州：伊丹市
- 谷川流：西宮市
- 玉岡かおる：三木市
- 陳舜臣（推理作家、中国歴史小説作家）：神戸市（本籍台北→1990年日本国籍取得）
- 鄭龍超（エッセイスト）：西宮市
- 土居光華：
- 中島らも：尼崎市
- 永田萌（絵本作家）：加西市
- にしのあきひろ（西野亮廣）（絵本作家、お笑い芸人）：川西市
- 野溝七生子（小説家、比較文学者）：姫路市
- 灰谷健次郎（児童文学）：神戸市
- 長谷川集平（絵本作家）：姫路市
- 花房観音（官能小説家）：
- 東君平（絵本作家、童話作家）：神戸市
- 福田和代：(小説家）神戸市
- 藤井重夫：豊岡市
- 藤原無雨（小説家、ライトノベル作家）：姫路市
- 堀晃：龍野市
- 堀井雄二：洲本市
- 本田透：神戸市
- 松岡享子（翻訳家、児童文学研究者）：神戸市
- 松野秋鳴（ライトノベル作家）：川西市
- 村上春樹：芦屋市（京都市生まれ）
- 森玉美雄（小説家、詩人）：加古郡天満村（現・加古郡稲美町）
- 森はな（児童文学）：朝来市（旧養父郡大蔵村）
- 山田風太郎：養父市（旧養父郡関宮村）
- 横溝正史（推理作家）：神戸市中央区
- 吉武輝子：芦屋市

### 映画監督
- 浦山桐郎：相生市
- 梶岡潤一：神戸市（明石市育ち）
- 加藤泰：神戸市
- 黒沢清：神戸市
- 笹木彰人：明石市
- 清水大敬：洲本市（AV監督）
- 白羽弥仁：芦屋市
- 龍村仁：宝塚市
- 春本雄二郎：神戸市
- 姫田真佐久（大映・日活撮影監督）：加古川市
- 船原長生：加古川市
- 前田陽一：龍野市（現たつの市）
- 舛田利雄：神戸市
- 松本大樹：神戸市（愛知県育ち）
- 松山善三（兼脚本家）：神戸市（神奈川県横浜市育ち）

### 脚本家
- 井上由美子：神戸市兵庫区
- 池田政之（脚本家・演出家）：西脇市
- 江頭美智留：西宮市
- 尾崎将也：西宮市
- 梶岡潤一：神戸市（明石市育ち）
- 神山由美子
- 木皿泉：神戸市
- 笹木彰人：明石市
- 重森孝子：西宮市
- 竹内日出男
- 近松門左衛門（江戸時代の歌舞伎・浄瑠璃作家）：尼崎市
- 橋本忍：神崎郡市川町
- 藤本有紀
- 森脇京子：西脇市
- 和田夏十：姫路市
- 渡辺あや：西宮市

### 劇作家
- 石本興司（演出家、俳優）：神戸市
- 加納幸和（劇作家、演出家、俳優）：尼崎市
- 蓬莱竜太（劇作家）：神戸市
- 笹木彰人（劇作家・映画監督・俳優）：明石市

### 放送作家
- 石原健次
- 鮫肌文殊：神戸市
- 高須光聖：尼崎市、ダウンタウンとは幼少の頃からの付き合い。
- 花崎圭司

### 漫画家
- 蒼樹うめ
- 青木光恵：尼崎市
- 青月まどか
- 秋葉凪人：神戸市
- あさだみほ：明石市
- 芦原妃名子
- あずまきよひこ：高砂市
- 尼子騒兵衛：尼崎市
- 綾峰欄人
- 板井れんたろう：芦屋市
- 樹なつみ：神戸市
- 伊藤太一：神戸市
- 岩田やすてる
- 岩永亮太郎
- 上田美和：加古郡稲美町
- うのせけんいち：神戸市
- 海野つなみ
- 有楽彰展
- 大川ぶくぶ
- おおつぼマキ：神戸市
- 岡崎二郎：西宮市
- 奥嶋ひろまさ：三木市
- 奥平イラ
- 押川雲太朗：神戸市
- 小田原ドラゴン：明石市
- 小原ショウ
- 春日あかね：尼崎市
- 加藤マユミ：神戸市
- 加藤みのり：神戸市
- 金平守人：姫路市
- 鴨居まさね：神戸市
- 川崎ゆきお：伊丹市
- 樹崎聖：西宮市
- 北崎拓：芦屋市
- きらたかし：宝塚市
- 香林ゆうき：神戸市
- コンタロウ：養父市
- 雑賀陽平：神戸市
- 茶木ひろみ：神戸市
- 佐々木マキ：神戸市
- さそうあきら：宝塚市
- 佐野菜見
- 士郎正宗：神戸市
- 瀬崎ちか
- ぜんきよし
- 園田小波
- 空詠大智
- たぁぽん（兼イラストレーター）
- 高橋由佳利：姫路市
- 田渕由美子
- 玉井雪雄
- つわぶき杏
- 手塚治虫：宝塚市（大阪府豊中市生まれ）
- 寺沢大介：神戸市
- 戸部けいこ：尼崎市
- 中垣慶：神戸市
- ナカタニD.
- 中野純子：神戸市
- ななじ眺：加西市
- 西村キヌ（イラストレーター）
- 西村しのぶ：神戸市
- にしむらともこ：佐用町
- 猫原ねんず：神戸市
- 幡地英明
- 原田将太郎：神戸市
- 原秀則：明石市
- 晴瀬ひろき
- ひじおか誠
- 藤原規代：明石市
- 藤原ヒロ
- 星野架名：神戸市
- 牧美也子（松本零士の妻）：神戸市
- 松永豊和：尼崎市
- 三好雄己
- 矢上裕：尼崎市
- 矢沢あい：尼崎市
- やぶうち優：西宮市
- 山﨑あつし：神戸市
- 夢野れい：西宮市
- 洋介犬
- 横山光輝：神戸市
- 芳原のぞみ
- 好美のぼる：神戸市

### イラストレーター
- いとうのいぢ：加古川市
- 生頼範義：明石市
- 奥平イラ
- カントク
- the rocket gold star（山崎秀昭）：神戸市
- 灘本唯人：神戸市
- Niθ
- ポコ
- 柳原良平：西宮市（東京都生まれ）
- 吉田カツ
- わたせせいぞう：神戸市（福岡県北九州市育ち）

### デザイナー
- 今竹七郎（グラフィックデザイナー）：神戸市
- 東和田岳張（ヘアメイクデザイナー、モデル）：神戸市
- 北川一成（グラフィックデザイナー）：加西市
- 高田賢三（ファッションデザイナー）：姫路市
- 鄭龍超（グラフィックデザイナー）：西宮市
- 平野敬子（グラフィックデザイナー) :姫路市

### アニメーション制作関係者
- 浅香守生（アニメ演出家、監督）
- 岩崎良明（アニメーション監督）：神戸市
- おおすみ正秋（アニメ監督）
- 谺健二（アニメーター）：神戸市
- Shuzilow.HA（アニメーター、キャラクターデザイナー）：神戸市
- 菅良幸（脚本家）
- 瀬尾光世（アニメーション作家・絵本作家）：姫路市
- 武本康弘（アニメ演出家、監督）：赤穂市
- 田中ちゆき（アニメーター）
- 谷口守泰（アニメーター、アニメアール代表）：神戸市
- 西牧秀夫（アニメ演出家、監督）：尼崎市
- 水谷貴哉（撮影監督）：尼崎市
- りょーちも（アニメーター）：神戸市

### ゲームクリエイター
- 赤田勲（プロ野球コンピュータゲーム「実況パワフルプロ野球」シリーズの開発者）：西宮市
- 岸本好弘（プロ野球コンピュータゲーム「ファミスタ」シリーズの開発者）：姫路市
- 小島秀夫（ゲームデザイナー、メタルギアシリーズなどの開発者）：川西市育ち
- 坂上陽三（ゲームデザイナー、アイドルマスターシリーズ総合プロデューサー）

### 宗教家
- 賀川豊彦（キリスト教社会運動家）：神戸市
- 酒井俊弘（カトリック司祭、大阪大司教区補佐司教）：芦屋市
- 山本良航（天台宗の僧）：新温泉町

### 書家
- 安東聖空：赤穂郡上郡町
- 井茂圭洞：神戸市
- 上田桑鳩：三木市
- 辻慶樹：加古川市（奈良県天理市生まれ）
- 前田黙鳳：龍野市（現・たつの市）

### 現代美術家
- 飯川雄大：神戸市
- 河口龍夫：神戸市
- 島袋道浩：神戸市
- 白髪一雄（抽象画家）：尼崎市
- 束芋：神戸市
- 土佐信道（明和電機代表取締役社長）：神戸市（赤穂市、広島県呉市育ち）
- 村上三郎：神戸市
- やなぎみわ：神戸市

### 写真家
- 上田義彦
- 大森克己：神戸市
- 柏谷崇志：尼崎市
- 雑賀雄二
- 樽井眞邦：淡路島
- 永瀬沙世：伊丹市
- 中山万里：尼崎市
- 船尾修 : 神戸市
- 矢頭保：西宮市

### 俳人・詩人・歌人
- 青木はるみ（詩人）：西宮市
- 赤尾兜子（俳人）：神戸市（姫路市生まれ）
- 五十嵐播水（俳人）：姫路市
- 伊丹三樹彦（俳人）：三木市（尼崎市在住）
- 上島鬼貫（江戸時代中期の俳人）：伊丹市
- 上田三四二（歌人、小説家、文芸評論家）：加東郡市場村（現・小野市樫山町）
- 河原枇杷男（俳人）：宝塚市
- 岸上大作（歌人）：神崎郡福崎町
- 鄭龍超（歌人）：西宮市
- 三代目魚武濱田成夫（詩人、ミュージシャン）：西宮市
- 竹中郁（詩人）：神戸市
- 津村信夫（詩人）：神戸市
- 富田砕花（詩人）：芦屋市（岩手県盛岡市生まれ）
- 友岡子郷（俳人）：神戸市
- 永田耕衣（俳人）：加古郡尾上村（現・加古川市尾上町）出身（神戸市須磨区在住）
- 永田秀次郎（俳人）：三原郡緑町（現・南あわじ市）
- 夏石番矢（俳人）：相生市
- 橋閒石（俳人）：神戸市（石川県金沢市生まれ）
- 初井しづ枝（歌人）：姫路市
- 深尾須磨子（詩人、作家、翻訳家）：丹波市
- 細見綾子（俳人）：現・丹波市
- 松岡青蘿（江戸時代中期の俳人。姫路藩士）
- 三木露風（詩人）：龍野市（現たつの市）
- 森澄雄（俳人）：姫路市
- やすみりえ（川柳作家）：神戸市垂水区
- 山田弘子（俳人）：朝来町

### 作詞家・作曲家
- 阿久悠（作詞家、小説家、詩人）：津名郡五色町（現洲本市）
- 秋田兼幸（作詞家、作曲家）：神戸市
- 岩谷時子（作詞家）：西宮市
- 岡部啓一（作曲家、編曲家）：神戸市
- 緒園凉子（作詞家）
- 亀山耕一郎（作曲家）：神戸市
- キダ・タロー（作曲家）：宝塚市
- 栗山和樹（作曲家、編曲家）：神戸市
- 近藤朔風（訳詞家）：豊岡市（旧出石町）
- 未知留（作曲家）
- 三枝成彰（作曲家）：神戸市
- 下村陽子（作曲家、編曲家）
- 妹尾武（作曲家）：芦屋市
- 長瀬弘樹（作詞家、作曲家、編曲家）：伊丹市
- 浜口庫之助（作詞家、作曲家）：神戸市
- ボブ佐久間（作曲家）：宝塚市
- 宮城道雄（作曲家、箏曲家）：神戸市
- 山下絹代（ゲームミュージック作曲家）：尼崎市
- 山下毅雄（作曲家、編曲家）：神戸市
- 吉田健志（作曲家、ベーシスト、フォークシンガー）：尼崎市
- 米川敏子（地歌箏曲演奏家、作曲家、人間国宝）：姫路市
- 田中銀之助（作曲家、編曲家）：神戸市（朝来市和田山町出身）

### クラシック音楽関係者
- 五十嵐喜芳（声楽家・テノール）：神戸市
- 一柳慧（作曲家、ピアニスト）：神戸市
- 井上郷子（ピアニスト）：神戸市
- 大澤壽人（作曲家、指揮者）：神戸市
- 大谷千正（作曲家）：姫路市
- 大前哲（作曲家）
- 小谷口直子（クラリネット奏者）：神戸市北区
- 柏木俊夫（作曲家、音楽理論家）：洲本市
- 河内仁志（ピアニスト）：神戸市
- 河村尚子（ピアニスト）：西宮市
- 菊本和昭（トランペット奏者）：西宮市
- 木嶋真優（ヴァイオリニスト）：神戸市
- 木下保（声楽家・テノール）：豊岡市
- 近衛秀健（作曲家、指揮者）：神戸市
- 酒井健治（作曲家）
- 四方恭子（ヴァイオリニスト）：芦屋市
- 菅原明朗（作曲家）：明石市
- 杉山康人（チューバ奏者）：加東市
- 鈴木一郎（クラシックギター奏者）：神戸市
- 鈴木雅明（指揮者、チェンバロ・オルガン奏者）：神戸市
- 竹本泰蔵（指揮者）：神戸市
- 田隅靖子（ピアニスト）：神戸市
- 玉木宏樹（作曲家、指揮者、ヴァイオリニスト）：神戸市
- 名倉誠人（音楽家・マリンバ奏者）：神戸市
- 奈良希愛（ピアニスト）：神戸市東灘区（千葉県千葉市育ち）
- 畑儀文（テノール歌手、指揮者、合唱指揮者）：篠山市
- 葉月ミチル（声楽家・ソプラノ）：宝塚市
- 原智恵子（ピアニスト）：神戸市須磨区
- 樋口あゆ子（ピアニスト）：芦屋市
- 平岡養一（シロフォン奏者）：尼崎市
- 平吉毅州（作曲家）：神戸市
- 福永陽一郎（指揮者、編曲家、音楽評論家）：神戸市
- 松永英也（トロンボーン奏者）：宝塚市
- 松山冴花（ヴァイオリニスト）：西宮市
- 毛利蔵人（作曲家）：芦屋市
- 安川加壽子（ピアニスト）：神戸市東灘区
- 山瀬理桜（ハルダンゲルヴァイオリニスト、ヴァイオリニスト、作曲家、編曲家）・芦屋市
- 薮田翔一（作曲家）：たつの市
- 吉川隆弘（ピアニスト）：西宮市

### 囲碁棋士
- 木谷實：神戸市
- 久保松勝喜代：尼崎市
- 坂井秀至：三田市
- 橋本昌二：明石市
- 前田陳爾：揖保郡新宮町（現たつの市）
- 結城聡：神戸市

### 将棋棋士・女流棋士
- 阿久津主税：西宮市
- 淡路仁茂：神戸市
- 稲葉陽：西宮市
- 井上慶太：芦屋市
- 神吉宏充：加古川市
- 久保利明：加古川市
- 谷川浩司：神戸市須磨区
- 出口若武：明石市
- 内藤國雄：神戸市
- 中七海：神戸市
- 西川和宏：神戸市
- 萩原淳：尼崎市
- 長谷川優貴：明石市
- 船江恒平：加古川市
- 村田顕弘：尼崎市
- 村田智穂：高砂市
- 村田智弘：高砂市
- 若松政和：神戸市

### 評論家
- 青木純一（文芸評論家）
- 円満字二郎（漢字研究者）
- 大富敬康（経営評論家、神戸大学准教授）：神戸市
- 大西久光（ゴルフ評論家、ゴルフ場設計者・評論家）：西宮市
- 小倉エージ（音楽評論家、料理評論家）：神戸市
- 柏木博（デザイン評論家）：神戸市
- 金子隆一（サイエンス・ライター、作家）：神戸市
- 川島令三（鉄道評論家）：芦屋市
- 佐渡島庸平（実業家、編集者、著作家、YouTuber）：神戸市
- 城戸崎愛（料理研究家、料理家）：神戸市
- 木村奈保子（映画評論家、映像制作者）：神戸市
- 日下公人（評論家、多摩大学名誉教授）：神戸市
- 小室豊允（政治評論家、政治学者、元姫路獨協大学教授・学長）：神戸市
- 竹村健一（政治評論家、父祖が兵庫県朝来市生野町黒川の出身[13] で、自身も兵庫県立生野高等学校出身）
- 田山力哉（映画評論家）：神戸市
- 津村秀夫（映画評論家）：神戸市
- 人見恭一郎（ジャズ音楽評論家）：姫路市
- 三宅周太郎（演劇評論家）
- 村上知彦（漫画評論家、編集者）：芦屋市（西宮市育ち）
- 淀川長治（映画評論家）：神戸市

### その他の文化人
- 植村文楽軒（文楽の創始者）：津名郡仮屋浦（現・淡路市）
- 大竹真一郎（内科医）：神戸市
- 菅野松男（アマチュア天文家）：加古川市
- ジャレッド・テイラー（著述家）：神戸市
- 鈴木榮子（華道家）
- 中野主一（アマチュア天文家）：洲本市
- 花森安治（「暮しの手帖」初代編集長）：神戸市
- 浜田彦蔵（日本における新聞の創始者）：加古郡播磨町
- 水野優（翻訳家、チェスプレーヤー）：神戸市
- 吉永元信（図書館員、第17代国立国会図書館長、信州豊南短期大学教授）：芦屋市

## スポーツ選手

### 野球
現役選手
- 東晃平（オリックス・バファローズ）：小野市
- 石原貴規（広島東洋カープ）：宝塚市
- 岩田幸宏（東京ヤクルトスワローズ）：姫路市
- 岡植純平（福岡ソフトバンクホークス）：姫路市
- 翁田大勢（読売ジャイアンツ）：多可郡多可町
- 尾田剛樹（中日ドラゴンズ）：明石市
- 甲斐野央（埼玉西武ライオンズ）：西脇市
- 嘉手苅浩太（東京ヤクルトスワローズ）：姫路市
- 加藤洸稀（福岡ソフトバンクホークス）：姫路市
- 金丸夢斗（中日ドラゴンズ）：神戸市北区
- 河野佳（広島東洋カープ）：加古川市
- 岸潤一郎（埼玉西武ライオンズ）：尼崎市
- 岸田行倫（読売ジャイアンツ）：川西市
- 来田涼斗（オリックス・バファローズ）：神戸市
- 栗山巧（埼玉西武ライオンズ）：神戸市西区
- 髙野光海（千葉ロッテマリーンズ）：宝塚市
- 小園海斗（広島東洋カープ）：宝塚市
- 小深田大翔（東北楽天ゴールデンイーグルス）：佐用郡佐用町
- 才木浩人（阪神タイガース）：神戸市
- 坂井陽翔（東北楽天ゴールデンイーグルス）：加古川市
- 坂口翔颯（横浜DeNAベイスターズ）：伊丹市
- 坂本誠志郎（阪神タイガース）：養父市
- 坂本勇人（読売ジャイアンツ）：伊丹市
- 佐藤輝明（阪神タイガース）：西宮市
- 佐藤直樹（福岡ソフトバンクホークス）：神戸市
- 下村海翔（阪神タイガース）：西宮市
- 髙松渡（埼玉西武ライオンズ）：加古川市
- 辰己涼介（東北楽天ゴールデンイーグルス）：神戸市
- 田中将大（読売ジャイアンツ）：伊丹市
- 田村伊知郎（埼玉西武ライオンズ）：神戸市
- 近本光司（阪神タイガース）：淡路市
- 徳山壮磨（横浜DeNAベイスターズ）：姫路市
- 床田寛樹（広島東洋カープ）：尼崎市
- 中村奨吾（千葉ロッテマリーンズ）：三木市
- 中森俊介（千葉ロッテマリーンズ）：丹波篠山市
- 西垣雅矢（東北楽天ゴールデンイーグルス）：朝来市
- 野間峻祥（広島東洋カープ）：三木市
- 野村勇（福岡ソフトバンクホークス）：神戸市
- 橋本星哉（東京ヤクルトスワローズ）：加古川市
- 橋本達弥（横浜DeNAベイスターズ）：神戸市
- 濵田泰希（北海道日本ハムファイターズ）：神戸市
- 原樹理（東京ヤクルトスワローズ）：加古川市
- 福敬登（中日ドラゴンズ）：神戸市
- 平内龍太（読売ジャイアンツ）：明石市
- 堀柊那（オリックス・バファローズ）：神戸市
- 増田達至（埼玉西武ライオンズ）：洲本市
- 松葉貴大（中日ドラゴンズ）：姫路市
- 松本航（埼玉西武ライオンズ）：朝来市
- 水上桂（東北楽天ゴールデンイーグルス）：宝塚市
- 宮西尚生（北海道日本ハムファイターズ）：尼崎市
- 村上頌樹（阪神タイガース）：南あわじ市
- 村西良太（オリックス・バファローズ）：淡路市
- 山田哲人（東京ヤクルトスワローズ）：豊岡市（宝塚市育ち）
- 野村大樹（福岡ソフトバンクホークス）：宝塚市
- 安田悠馬（東北楽天ゴールデンイーグルス）：神戸市
- 山﨑伊織（読売ジャイアンツ）：明石市
- 山本拓実（北海道日本ハムファイターズ）：宝塚市
- 吉田凌　（千葉ロッテマリーンズ）：西脇市

国内独立リーグ
- 片山博視（埼玉武蔵ヒートベアーズ）：南あわじ市

社会人野球（単独記事がある人物のみ）
- 小深田大地（日本製鉄瀬戸内）：姫路市
- 釣寿生（ロキテクノ富山）：姫路市
- 宗接唯人（JFE東日本硬式野球部）：宍粟郡波賀町（現・宍粟市）

現役監督・コーチ
- 乾真大（東洋大学硬式野球部 コーチ）：加古川市
- 池山隆寛（東京ヤクルトスワローズ 二軍監督）：尼崎市
- 今岡真訪（阪神タイガース 一軍打撃コーチ）：宝塚市
- 大谷智久（千葉ロッテマリーンズ  二軍チーフ投手コーチ）
- 大西宏明（堺シュライクス 監督）：尼崎市（大阪府大阪市育ち）
- 小田幸平（中日ドラゴンズ 一軍捕手コーチ）：高砂市
- 北川博敏（阪神タイガース 二軍打撃コーチ ）：伊丹市
- 衣川篤史（東京ヤクルトスワローズ 二軍バッテリーコーチ）：宝塚市
- 黒田哲史（埼玉西武ライオンズ 二軍内野守備走塁コーチ）：神戸市北区
- 小谷正勝（横浜DeNAベイスターズ コーチングアドバイザー）：明石市
- 塩川達也（東北楽天ゴールデンイーグルス 一軍内野守備走塁コーチ）：神戸市垂水区
- 髙田知季（福岡ソフトバンクホークス 二軍内野守備走塁コーチ）：姫路市
- 田口壮（オリックス・バファローズ 外野守備・走塁コーチ）：西宮市
- 田中一徳（日本経済大学硬式野球部 コーチ）：尼崎市
- 近田怜王（京都大学硬式野球部 監督）：三田市
- 坪井俊樹（仙台大学硬式野球部 コーチ）：西脇市
- 鶴岡一成（横浜DeNAベイスターズ 二軍バッテリーコーチ）：高砂市
- 中田祥多（埼玉西武ライオンズ 二軍バッテリーコーチ）：西宮市
- 野間口貴彦（新潟アルビレックス・ベースボール・クラブ チーム強化アドバイザー兼投手コーチ）：尼崎市
- 藤本敦士（阪神タイガース 一軍内野守備走塁コーチ）：明石市
- マック鈴木（履正社学園 コーチ）：神戸市須磨区
- 前田勝宏（神戸弘陵学園高等学校女子硬式野球部 コーチ）：神戸市垂水区
- 松本匡史（玉川大学硬式野球部 監督）：尼崎市
- 的場寛一（石狩レッドフェニックス 野手総合コーチ）：尼崎市
- 的山哲也（福岡ソフトバンクホークス 四軍バッテリーコーチ）：姫路市
- 万永貴司（横浜DeNAベイスターズ 野手コーディネーター）：姫路市
- 森山周（クラーク記念国際高等学校女子硬式野球部 監督）：川西市
- 柳田殖生（横浜DeNAベイスターズ 二軍内野守備走塁コーチ）：西脇市
- 山崎勝己（オリックス・バファローズ バッテリーコーチ）：伊丹市
- 弓岡敬二郎（愛媛マンダリンパイレーツ 監督）：姫路市

引退したプロ野球選手（球団名はNPB、MLBの最終所属球団）
- 青池良正（元近鉄パールス）：西宮市
- 青田昇（元阪急ブレーブス）：三木市
- 安達智次郎（元阪神タイガース）：神戸市長田区
- 荒武康博（元西鉄ライオンズ）：芦屋市
- 淡口憲治（元近鉄バファローズ）：西宮市
- 飯田一弥（元福岡ソフトバンクホークス）：神戸市
- 飯田優也（元オリックス・バファローズ）：神戸市
- 石岡諒太（元オリックス・バファローズ）：神戸市北区
- 伊奈龍哉（元福岡ソフトバンクホークス）：洲本市
- 井上公志（元中日ドラゴンズ）：高砂市
- 伊原正樹（元オリックス・バファローズ）：尼崎市
- 伊良部秀輝（元阪神タイガース）：尼崎市
- 植大輔（元中日ドラゴンズ）
- 上田浩明（元西武ライオンズ）：尼崎市
- 江夏豊（元西武ライオンズ）：尼崎市（奈良県生まれ）
- 大下弘（元西鉄ライオンズ）：神戸市中央区
- 大友工（元読売ジャイアンツ）：豊岡市
- 大西正樹（元福岡ソフトバンクホークス）：明石市
- 大村直之（元オリックス・バファローズ）：西宮市
- 岡本健（元福岡ソフトバンクホークス）：姫路市
- 岡本透（元日本ハムファイターズ）：尼崎市
- 尾崎匡哉（元北海道日本ハムファイターズ）：伊丹市
- 梶本達哉（元オリックス・バファローズ ）：西脇市
- 筧裕次郎（元オリックス・バファローズ）：明石市
- 金刃憲人（元東北楽天ゴールデンイーグルス）：尼崎市
- 金村義明（元西武ライオンズ）：宝塚市
- 鎌田実（元阪神タイガース）：洲本市
- 嘉㔟敏弘（元オリックス・ブルーウェーブ）：尼崎市
- 木興拓哉（元阪神タイガース）：宝塚市
- 岸敬祐（元千葉ロッテマリーンズ）：西宮市
- 小山正明（元大洋ホエールズ）：明石市
- 歳内宏明（元東京ヤクルトスワローズ）：尼崎市
- 坂口智隆（元東京ヤクルトスワローズ）：明石市
- 佐々木恭介（元近鉄バファローズ）：丹波市
- 真田裕貴（元東京ヤクルトスワローズ）：高砂市
- 塩谷和彦（元オリックス・バファローズ）：高砂市
- 七野智秀（元横浜ベイスターズ）：加古川市
- 柴田佳主也（元福岡ダイエーホークス）：明石市
- 嶋尾康史（元阪神タイガース）：姫路市
- 清水誉（元阪神タイガース）：三木市
- 下山真二（元オリックス・バファローズ）：加東市
- 鈴木圭一郎（元東映フライヤーズ）：神戸市
- 鈴木啓示（元近鉄バファローズ）：西脇市
- 高松延次（元大洋ホエールズ）
- 髙田周平（元阪神タイガース）：西宮市
- 武内晋一（元東京ヤクルトスワローズ）：神戸市西区
- 田中英祐（元千葉ロッテマリーンズ）：高砂市
- 田中総司（元福岡ダイエーホークス）：伊丹市
- 玉野宏昌（元西武ライオンズ）：神戸市北区
- 辻本賢人（元阪神タイガース）：芦屋市
- 出口雄大（元福岡ソフトバンクホークス）：尼崎市
- 土井健大（元読売ジャイアンツ）：芦屋市
- 土井正三（元読売ジャイアンツ）：神戸市
- 富樫淳（元大阪タイガース）：武庫郡鳴尾村（現：西宮市）
- 徳山武陽（元東京ヤクルトスワローズ）：神戸市
- 戸田隆矢（元広島東洋カープ）：神戸市
- 豊田次郎（元オリックス・ブルーウェーブ）：姫路市
- 永井智浩（元福岡ソフトバンクホークス）：明石市
- 中尾孝義（元西武ライオンズ）：加西市
- 中島裕之（元中日ドラゴンズ）：伊丹市
- 長田勝（元オリックス・バファローズ）：神戸市長田区
- 中村公治（元中日ドラゴンズ）：明石市
- 西川雅人（元オリックス・バファローズ）：姫路市
- 能見篤史（元オリックス・バファローズ）：出石町
- 信原拓人（元千葉ロッテマリーンズ）：相生市
- 橋本勉（元阪急ブレーブス）：神戸市東灘区
- 長谷川滋利（元シアトル・マリナーズ）：加古川市
- 羽田耕一（元近鉄バファローズ）：尼崎市
- 林﨑遼（元埼玉西武ライオンズ）：姫路市
- 肘井竜蔵（元千葉ロッテマリーンズ）：加東市
- 肥田高志（元オリックス・バファローズ）：神戸市北区
- 平田英之（元ロッテオリオンズ）：宝塚市
- 福泉敬大（元読売ジャイアンツ）：西宮市
- 福沢卓宏（元中日ドラゴンズ）：尼崎市
- 藤井宏政（元阪神タイガース）：高砂市
- 藤尾茂（元読売ジャイアンツ）：西宮市
- 藤本博史  (元オリックス・ブルーウェーブ) :神戸市西区
- 藤原虹気（元埼玉西武ライオンズ）：姫路市
- 藤原通（元阪神タイガース）：高砂市
- 藤原良平（元埼玉西武ライオンズ）：朝来市
- 古田敦也（元東京ヤクルトスワローズ）：川西市
- 古野正人（元東京ヤクルトスワローズ）：宝塚市
- 別所毅彦（元読売ジャイアンツ）：神戸市
- 別当薫（元毎日オリオンズ）：西宮市
- 益田大介（元東北楽天ゴールデンイーグルス）：明石市
- 松下一郎（元横浜DeNAベイスターズ）：神戸市東灘区
- 松田慎司（元ヤクルトスワローズ）：西宮市
- 松本正志（元阪急ブレーブス）:赤穂郡上郡町
- 松本幸大（元オリックス・バファローズ）：神戸市須磨区
- 丸尾英司（元オリックスブルーウェーブ）：姫路市
- 丸山完二（元ヤクルトアトムズ）：西脇市
- 光原逸裕（元千葉ロッテマリーンズ）：神戸市兵庫区
- 南和彰（元読売ジャイアンツ）：川西市
- 南竜介（元千葉ロッテマリーンズ）：西宮市
- 三宅昇（元阪急ブレーブス）
- 宮本幸信（元阪急ブレーブス・元横浜ベイスターズ）：神戸市
- 宮本洋二郎（元南海ホークス）：尼崎市
- 水沼四郎（元中日ドラゴンズ）：西宮市
- 村田真一（元読売ジャイアンツ）：神戸市須磨区
- 村山実（元阪神タイガース）：尼崎市
- 基満男（元大洋ホエールズ）：神戸市東灘区
- 森本龍弥（元北海道日本ハムファイターズ）：尼崎市
- 森脇浩司（元福岡ダイエーホークス）：西脇市
- 屋鋪要（元横浜大洋ホエールズ）：川西市
- 安田尚弘（元横浜大洋ホエールズ）：西宮市
- 山口高志（元阪急ブレーブス）：神戸市長田区
- 山本歩（元埼玉西武ライオンズ）：川辺郡猪名川町
- 山本和作（元オリックス・バファローズ）：川西市
- 山本徹矢（元千葉ロッテマリーンズ）：高砂市
- 横谷彰将（元横浜ベイスターズ）：三木市

その他
- 青木尚龍（高校野球指導者）：神戸市長田区
- 大角健二（高校野球指導者）：川西市
- 黒長桃可（元日本女子プロ野球機構）
- 白石美優（元日本女子プロ野球機構）
- 水流麻夏（元日本女子プロ野球機構）
- 西山小春（元日本女子プロ野球機構）
- 水口拓弥（プロ野球審判員）：神戸市
- 山本大貴（元高校通算本塁打記録保持者）：淡路市

### サッカー
- 春名竜聖（水戸ホーリーホック）：明石市
- 安藤由翔（藤枝MYFC）：
- 飯尾竜太朗（ベガルタ仙台）：
- 稲垣雄太（FC町田ゼルビア）：三木市
- 岩波拓也（ヴィッセル神戸）：神戸市
- 魚里直哉（ガイナーレ鳥取）：洲本市
- 内田達也（ザスパクサツ群馬）：宝塚市
- 内村圭宏（北海道コンサドーレ札幌）：
- 大迫暁（アスルクラロ沼津）：
- 岡崎慎司（レスター・シティFC）：宝塚市
- 小川直毅（ガンバ大阪）：
- 奥野耕平（ガンバ大阪）：伊丹市
- 香川真司（ボルシア・ドルトムント）：神戸市
- 加地亮（元ファジアーノ岡山FC等）：南あわじ市
- 柏木陽介（浦和レッドダイヤモンズ）：神戸市（御津町 出身）
- 片岡爽（FC今治）：
- 川戸大樹（SC相模原）：神戸市
- 金正也（ベガルタ仙台）：神戸市
- 金永基（AC長野パルセイロ）：姫路市
- 小石哲也（ガイナーレ鳥取）：
- 高野純一（FC琉球）：
- 田中パウロ淳一（レノファ山口FC）：高砂市
- 河本裕之（大宮アルディージャ）：神戸市
- 呉屋大翔（柏レイソル）：
- 清水圭介（京都サンガF.C.）：加古川市
- 昌子源（ガンバ大阪）：神戸市
- 西部洋平（清水エスパルス）：神戸市
- 髙畑智也（SC相模原）：三田市
- 武田博行（東京ヴェルディ）：
- 土井良太（藤枝MYFC）：洲本市
- 堂安憂（AC長野パルセイロ）：尼崎市
- 堂安律（ガンバ大阪）：尼崎市
- 徳永裕大（SC相模原）：西宮市
- 仲島義貴（元愛媛FC）：
- 中西規真（Y.S.C.C.横浜）：
- 中山仁斗（水戸ホーリーホック）：尼崎市
- 橋本卓（バンコクFC）：尼崎市
- 樋口寛規（福島ユナイテッドFC）：宝塚市
- 廣田隆治（いわてグルージャ盛岡）：高砂市
- 福王忠世（藤枝MYFC）：西宮市
- 藤田祥史（ブラウブリッツ秋田）：神戸市
- 藤谷匠（FC岐阜）：
- 前田悠斗（AC長野パルセイロ）：
- 前田遼一（FC岐阜）：神戸市
- 増川隆洋（京都サンガF.C.）：姫路市
- 松岡亮輔（藤枝MYFC）：西宮市（愛媛県 出身）
- 松村航希（藤枝MYFC）：
- 明神智和（AC長野パルセイロ）：神戸市
- 森島康仁（藤枝MYFC）：
- 安井拓也（ヴィッセル神戸）：加古郡稲美町
- 柳川雅樹（グローバルFC）：三田市
- 山下達也（柏レイソル）：明石市
- 尹昌洙（FC岐阜）：
- 横谷繁（ヴァンフォーレ甲府）：西宮市
- 米原祐（いわてグルージャ盛岡）：神戸市
- 米本拓司（名古屋グランパス）：伊丹市
- 曽我部慶太（SC相模原）：神戸市
- 土井康平（いわてグルージャ盛岡）：
- 小林友希（横浜FC）：神戸市
- 小田裕太郎（ヴィッセル神戸）：洲本市

JFL
- 池田達哉（佐川印刷SC）：猪名川町
- 木下正貴：御津町（現 たつの市）

その他
- 帷智行（元Y.S.C.C.横浜）：
- 紀氏隆秀（FC大阪）：豊岡市
- 伊藤将大（姫路獨協大学サッカー部）：西宮市
- 品川大輝（元カマタマーレ讃岐）：
- 大仁邦彌（元三菱重工 日本サッカー協会第13代会長）：神戸市
- 吉田真史（バンディオンセ加古川）

引退選手
- 石澤典明（元MIOびわこ草津）：西宮市
- 石末龍治（元ヴィッセル神戸）：伊丹市
- 井上卓也：
- 上杉哲平（元アルビレックス新潟）：神戸市
- 卜部太郎（元セレッソ大阪）：明石市
- 岡中勇人（元大分トリニータ）：
- 興津大三（元セレッソ大阪）：南あわじ市
- 岸田裕樹（元ファジアーノ岡山）：伊丹市
- 久藤清一（元アビスパ福岡）：尼崎市
- 小菊昭雄：
- 下川誠吾（元大分トリニータ）：尼崎市
- 田島昇太（元藤枝MYFC）：西宮市
- 永島昭浩（元ヴィッセル神戸）：神戸市
- 中村亮（元FC東京）：
- 西野晃平（元ファジアーノ岡山）：
- 朴康造（元ヴィッセル神戸）：尼崎市
- 波戸康広（元横浜F・マリノス）：南あわじ市
- 播戸竜二（元ガンバ大阪）：姫路市
- 船越優蔵（元東京ヴェルディ）：神戸市
- 松浦宏治（元ザスパ草津）：南あわじ市
- 森敦彦（元コンサドーレ札幌）：明石市
- 森一紘（元バンディオンセ神戸）：
- 要田勇一（元AC長野パルセイロ）：
- 和田昌裕（元ヴィッセル神戸）：神戸市
- 大島康明（元ギラヴァンツ北九州）：神戸市
- 寺川能人（元アルビレックス新潟）：
- 木場昌雄（元ガンバ大阪）：南あわじ市
- 吉田孝行（元ヴィッセル神戸）：川西市
- 内田潤（元アルビレックス新潟）：尼崎市
- 谷池洋平（元徳島ヴォルティス）：南あわじ市
- 嶋田正吾（元FC岐阜）：稲美町
- 奥大介（元横浜FC）：尼崎市

女子
- 武仲麗依（INAC神戸レオネッサ）：加古郡稲美町
- 中岡麻衣子（アルビレックス新潟レディース）：尼崎市

引退選手
- 川上直子（元日テレ・ベレーザ）：明石市

### バスケットボール
男子 
- 卜部兼慎（シーホース三河）：明石市
- 大西崇範（元東芝）：加古川市
- 菊池宏之（元高松ファイブアローズ）：尼崎市
- 木下勲（El Vendrell）：西宮市
- サイモン拓海（信州ブレイブウォリアーズ、グアム代表）
- 正中岳城（元アルバルク東京）：明石市
- 谷直樹（神戸ストークス）：川西市
- 田中悠太（元豊田通商）
- 塚本清彦（元日本鋼管）
- テーブス海（アルバルク東京）
- 道原紀晃（神戸ストークス）：神戸市
- 長尾強司 （元兵庫ストークス）：淡路市
- 中西良太（神戸ストークス）：神戸市
- 永山誠（元和歌山トライアンズ）：尼崎市
- 濱田卓実（元パナソニック）：神戸市
- 古川孝敏（秋田ノーザンハピネッツ）
- 松崎賢人（神戸ストークス）：相生市
- 元澤誠（立川ダイス）：明石市
- 元澤陸（立川ダイス）：明石市
- 渡邊翔太（神戸ストークス）：神戸市
- 瀬川琉久(千葉ジェッツふなばし)神戸市

 女子 
- 榊原紀子（元トヨタ自動車）
- 谷口二千華（富士通）：南あわじ市
- 田村未来（デンソー）
- 慶山真弓（元アイシンAW）

### 大相撲
- 北磻磨聖也（前頭）：たつの市（旧龍野市）
- 大辻理紀（十両）：加古川市
- 大木戸森右エ門（第23代横綱。14代湊）：神戸市東灘区
- 増位山大志郎（元大関。9代三保ヶ関）：姫路市
- 増位山太志郎（元大関。10代三保ヶ関）：姫路市
- 貴景勝貴信（元大関。現湊川親方）：芦屋市
- 貴闘力忠茂（元関脇。16代大嶽）：神戸市兵庫区
- 闘竜賢二（元関脇。11代中立）：加古川市（東京都北区生まれ）
- 妙義龍泰成（元関脇。現振分親方）：高砂市
- 成山明（元小結）：洲本市（旧津名郡由良町）
- 播竜山孝晴（元小結。12代待乳山）：たつの市（旧龍野市）
- 皇司信秀（元前頭筆頭。現若藤親方）：三木市
- 巌雄謙治（元前頭筆頭。現山響親方）：姫路市
- 琴龍宏央（元前頭筆頭）：高砂市
- 栃乃若導大（元前頭筆頭）：尼崎市
- 照強翔輝（元前頭3枚目）：南あわじ市（旧三原郡三原町）
- 大日ノ出崇揚（元前頭9枚目）：宍粟市（旧宍粟郡千種町）
- 若麒麟真一（元前頭9枚目）：川西市
- 飛翔富士廣樹（元十両13枚目）：神戸市兵庫区
- 極芯道貴裕（元十両13枚目）：尼崎市

### 柔道
- 嘉納治五郎（講道館柔道の創始者）：摂津国御影村（現・神戸市東灘区）
- 阿部詩：神戸市
- 阿部一二三：神戸市
- 小谷澄之：朝来市
- 篠原信一：神戸市長田区（青森県生まれ）
- 杉本美香：伊丹市
- 細川伸二：宍粟市（旧宍粟郡一宮町）
- 松岡義之：神崎郡福崎町

### 陸上競技
- 朝原宣治（短距離）：神戸市北区
- 伊東浩司（短距離）：神戸市北区
- 太田陽子（元女子走り高跳び選手）：尼崎市（神奈川県鎌倉市育ち）
- 大坪隆誠（長距離・マラソン）：三木市
- 尾縣貢（元十種競技選手）
- 奥谷亘（マラソン）：加古郡播磨町
- 加納由理（長距離・マラソン）：高砂市
- 北村聡（長距離）：高砂市
- 小鴨由水（元マラソン選手）：明石市
- 小島初佳（短距離）：神戸市
- 小林祐梨子（中距離）：小野市
- 坂本直子（マラソン）：西宮市
- 清水将也（長距離・マラソン）：豊岡市
- 住所大翔（長距離・競歩）：姫路市
- 竹地志帆（長距離・マラソン）：淡路市
- 竹澤健介（長距離）：姫路市
- 田中希実（中距離・長距離）：小野市
- ディーン元気（やり投選手）：神戸市
- 中谷圭佑（長距離）：上郡町
- 中村友梨香（長距離・マラソン）：西宮市（京都府福知山市生まれ）
- 野上恵子（長距離・マラソン）：小野市
- 福田有以（長距離）：加古郡稲美町
- 藤本俊之（短距離）
- 藤原正和（長距離・マラソン）：大河内町（現・神河町）
- 渕瀬真寿美（競歩）：姫路市
- 松尾和美（元マラソン選手）：神戸市
- 松岡理恵（元マラソン選手）：洲本市（旧五色町）
- 村山裕太郎（長距離・競歩）：猪名川町
- モーゼス夢（ハードル）：尼崎市
- 森長正樹（走り幅跳び日本記録保持者）
- 森本友（マラソン）：宍粟市（旧山崎町）
- 山口衛里（マラソン）：加東市（旧加東郡滝野町）
- 山村貴彦（短距離）：西宮市
- 山本佳子（元マラソン選手）：神戸市
- 山本亮（マラソン）：神戸市
- 横江里沙（長距離）：加古郡稲美町

### 水泳
- 浅田梨紗（飛込競技）：川西市
- 大西順子（競泳）：高砂市
- 寺内健（飛込競技）：宝塚市
- 藤本達夫（競泳）：赤穂市
- 細川大輔（競泳）：尼崎市
- 馬淵よしの（現姓:湯浅）（飛込競技）：西宮市
- 米田祐子（アーティスティックスイミング）

### テニス
- 浅越しのぶ：赤穂郡上郡町
- 沢松和子（現姓:吉田）：西宮市
- 沢松順子：西宮市
- 沢松奈生子（現姓:丹羽）：西宮市
- 布井良助：神戸市

### ボクシング
- 淺川誠二：神戸市兵庫区
- 大内淳雅:姫路市
- 大橋哲朗:姫路市
- 胡朋宏：西宮市
- 小國以載：赤穂市
- 角谷淳志：篠山市
- 加納陸：川西市
- 川端賢樹：宝塚市
- 岸田聖羅：神戸市
- 小西伶弥：神戸市
- 小林豪己：加古川市
- 佐々木る玖:姫路市
- 佐藤修（元プロボクサー、俳優）：神戸市長田区
- 千里馬啓徳：神戸市中央区
- 竹中関汰：姫路市
- 谷口将隆 : 神戸市
- 玉越強平：神戸市
- 渡嘉敷勝男（元プロボクサー、タレント）：宝塚市（沖縄県生まれ）
- 中井龍：西宮市
- 仲宣明：尼崎市
- 西岡利晃：加古川市
- 長谷川穂積：西脇市
- 松岡新：神戸市北区
- 松岡輝：神戸市北区
- 松本海聖：神戸市長田区
- 松本流星：高砂市
- 丸元大成 ：三田市
- 三谷将之：姫路市
- 村地翼:伊丹市
- 井上夕雅:伊丹市
- 堀池空希:伊丹市

女子ボクサー
- 多田悦子：西宮市
- 竹中佳：加古川市
- 成田佑美：神崎郡

その他
- 亀田史郎（亀田3兄弟の父、ボクシングトレーナー）：姫路市（育ちは大阪府）
- ジョー小泉（ボクシング評論家、日本人2人目のボクシングの殿堂入り）：神戸市兵庫区

### ラグビー
- 安昌豪
- 庵奥翔太：尼崎市
- 庵奥里愛
- 池町信哉
- 石浦大貴
- 石川貴大
- 石田吉平：尼崎市
- 伊藤鐘平：神戸市
- 稲橋良太：尼崎市
- 井之上明
- 井上遼：神戸市
- 植田和磨
- 射場大輔
- 大賀宗志
- 梶村祐介：伊丹市
- 神村英理(女子ラグビー選手・ラグビーレフリー)
- 越田勝利
- 岡田優輝
- 小川拓朗:川西市
- 奥平湧
- 川本祐輝：芦屋市
- 北島大
- 木田晴斗
- 北野和子
- 北村将大：神戸市
- 喜連航平：伊丹市
- 金廉
- 雲山弘貴:西宮市
- 藏田知浩
- 古賀由教：芦屋市
- 小林賢太:西宮市
- 呉味和昌
- 呉季依典：尼崎市
- 近藤洋至：明石市
- 小山智聲：神戸市
- 近藤英人
- 権裕人：尼崎市
- 西條裕朗:北淡町(報徳学園高校ラグビー部監督)
- 佐々木周平：伊丹市
- 下良好純
- 瀬川智広
- 高木重保
- 高島卓久馬
- 高橋汰地
- 田中健太：宝塚市
- 田中澄憲
- 谷口智昭
- 谷浩二朗
- 田畑凌
- 辻本雄起：神戸市
- 徳田健太
- 德永祥尭
- 冨岡周：神戸市
- 中野剛通
- 名倉ひなの(女子ラグビー選手)
- 西川壮一(東海大浦安高校ラグビー部監督)
- 庭井祐輔
- 根塚洸雅：尼崎市
- 根塚聖冴：尼崎市
- 朴成基：尼崎市
- 濱野隼大:三田市
- 原田衛：伊丹市
- 肥爪駿
- 人羅奎太郎
- 弘津悠
- 福士萌起
- 福西隼杜
- 船曳涼太：神戸市
- 藤井慎太郎:西宮市
- 藤野佑磨
- 細川恭子(女子ラグビー選手)
- 前田剛
- 松岡勇
- 松岡久善
- 松岡大和：神戸市
- 松下馨
- 丸尾祐資
- 三島琳久:宝塚市
- 宮下大輝
- 宮宗翔
- 森川由起乙：尼崎市
- 森山漠:三田市
- 水山尚範
- 山崎章平
- 山田響：明石市
- 山内俊央
- 山本貫太
- 山本剣士:姫路市
- 芳野寛：神戸市
- 李承爀：神戸市
- 李承信
- 渡部逸記

### ソフトボール
- 乾絵美：加古川市
- 狩野亜由美：尼崎市
- 廣瀬芽：尼崎市
- 山路典子：神戸市東灘区

### プロレスラー
- アンディ・ウー：尼崎市
- 金本浩二：神戸市長田区
- 境摩夜（女子プロレスラー）：神戸市
- さくらあや：神戸市
- JOE：神戸市
- 翔月なつみ：尼崎市
- TARU：神戸市
- 戸澤陽：西宮市
- 星野勘太郎：神戸市
- 前田日明：姫路市（大阪市出身）
- 真琴（女子プロレスラー）：神戸市

### バレーボール
- 井上香織：豊岡市出石町
- 田中幹保：飾磨郡夢前町（現・姫路市）
- 中村祐造（元バレーボール男子日本代表監督）：姫路市
- 堀込奈央：伊丹市
- 眞鍋政義（元男子バレーボール日本代表選手。バレーボール全日本女子チーム監督としてロンドンオリンピックで銅メダル）：姫路市
- 宮部藍梨：尼崎市

### 競馬
- 今村康成（JRA騎手）
- 岩田康誠（JRA騎手）：姫路市
- 高野容輔（JRA騎手）：たつの市（旧揖保川町）
- 小坂忠士（JRA騎手）：たつの市（旧龍野市）
- 生野賢一（JRA騎手）
- 須貝四郎（元騎手・競馬評論家）
- 田中章博（JRA調教師）
- 田中学（兵庫県競馬組合騎手）
- 田村太雅（JRA騎手）：宝塚市
- 友道康夫（JRA調教師）：赤穂市
- 服部剛史（JRA元騎手）
- 福島勝（JRA調教師）（出生地は北海道）
- 河嶋宏樹（JRA調教師）

### 自転車競技
- 内野洋平（BMX選手）：神戸市
- 末政実緒（MTB選手）：神戸市
- 前田佳代乃（自転車選手）：西宮市

#### 競輪選手
- 亀川修一
- 河内正一
- 齊藤哲也
- 里見恒平（元アメリカンフットボール選手）：明石市
- 澤田義和
- 角令央奈：加東市
- 高城信雄
- 田中和子
- 樽井武彦
- 中里光典
- 西谷康彦：尼崎市
- 坂東利則
- 山路藍：宝塚市
- 松岡健介：養父市

### その他のスポーツ選手
- 淺井咲希（プロゴルファー）：尼崎市
- 井上怜奈（フィギュアスケート）：西宮市
- 上村愛子（スキー・モーグル）：伊丹市
- 内海彰乃（レーシングドライバー）：神戸市
- 植村直己（冒険家）：豊岡市（旧城崎郡日高町）
- 小野寺天汰（空手家）：伊丹市
- 片山敬済（本名：方敬済）（レーシングライダー）：神戸市
- 勝次（キックボクサー）：三木市
- 加藤文太郎（登山家）：美方郡浜坂町（現美方郡新温泉町）
- 角野友基（スノーボード）：三木市（川西市生まれ）
- 門脇創一（重量挙げ）：小野市
- 河口正史（アメリカンフットボール）：川西市
- 菊池徹（探検家）：西宮市（旧武庫郡鳴尾村）
- 北島隆三（馬術）：神戸市
- 紀平梨花（フィギュアスケート）：西宮市
- 合田洋 (プロゴルファー)
- 小高正宏（重量挙げ）：津名郡淡路町（現淡路市）
- 小林可夢偉（レーシングドライバー）：尼崎市
- 坂本花織（フィギュアスケート）：神戸市
- ささきしょうこ (プロゴルファー）：加古川市
- 須田匡昇（総合格闘技）：洲本市
- 高尾正紀（空手家）：姫路市
- 田村彰敏（総合格闘技）：西脇市
- 長岡千里（ボブスレー）：姫路市（旧飾磨郡夢前町）
- 長島☆自演乙☆雄一郎（プロキックボクサー）：西宮市
- 中谷優子（プロボウラー）：神戸市
- 中村昌永（空手家）：神戸市
- 平松純子（旧姓:上野）（フィギュアスケート）：西宮市
- ヒロ松下（元レーシングドライバー）：西宮市
- 廣瀬栄理子（女子バドミントン選手）：川辺郡猪名川町
- 外薗晶敏（総合格闘技）：
- 細谷はるな（トライアスロン）：川西市
- 堀池典久（空手家）：尼崎市
- 堀江謙一（冒険家）：芦屋市
- 牧野智昭（プロキックボクサー）：神戸市
- 三浦璃来（フィギュアスケート）：宝塚市（2022北京冬季オリンピックフィギュアスケート団体銅メダル）
- 見附絵莉（重量挙げ）：小野市
- 三村優果（卓球）：加古郡稲美町
- 宮地静香（クリケット）：西宮市[14]
- 八木かなえ（重量挙げ）：神戸市
- パンチィー山内（総合格闘技）：丹波市
- 山本俊樹（重量挙げ）：三木市
- 安田祐香（プロゴルファー）：神戸市
- 若槻昌高（空手家）：宝塚市

## 芸能人

### 俳優
- あいはら友子：神戸市
- 相川結：神戸市
- 相武紗季：宝塚市[15]
- 青野楓：伊丹市
- 明石照子：神戸市
- 秋本みな子
- 岡田龍太郎
- 浅井江理名：神戸市
- 朝井瞳子
- 浅野ゆう子：神戸市東灘区
- 芦田愛菜：西宮市[16]
- 葦原邦子：神戸市
- 東泰久：明石市
- 網浜直子：神戸市灘区
- 新木宏典：氷上郡（現・丹波市）
- 有澤樟太郎
- 有村架純：伊丹市
- いしのようこ：芦屋市[17]
- 石原裕次郎：神戸市（北海道小樽市・神奈川県逗子市育ち）
- 井上希美：神戸市 須磨区
- 井上雪子：神戸市
- 今井雅之：城崎郡 日高町（現・豊岡市）
- 今村有希
- 上田吉二郎：神戸市
- 上野樹里：加古川市
- 歌川八重子：神戸市
- 絵沢萌子
- 江口のりこ：飾磨郡夢前町（現・姫路市）
- 大河内浩：神戸市垂水区
- 大路恵美：加古川市
- 大村崑：神戸市長田区
- 丘さとみ：宝塚市
- 沖隆二郎：淡路市
- 織本順吉
- 櫂作真帆：神戸市
- 梶岡潤一：神戸市（明石市育ち）
- 賀集利樹：尼崎市
- 片山耕：神戸市
- 姜暢雄：姫路市
- 菊井亜希
- 岸ユキ：芦屋市
- 北川景子：神戸市中央区
- 君野夢真
- キムラ緑子：洲本市
- 久下恭平
- 久下恵美
- 久保佳那子：神戸市東灘区
- 熊井幸平：神戸市
- 熊井智津子：神戸市
- 黒坂真美：姫路市
- 桑野晃輔 : 姫路市
- 小鹿みき：神戸市
- 小林亜紀子（元・女優、現・高橋英樹夫人）：宝塚市
- 小林唯
- 近藤聡明：神戸市
- 斎藤准一郎
- 斉藤とも子：神戸市北区
- 三枝雄子：佐用町
- 佐川満男：神戸市垂水区
- 阪本奨悟：西宮市
- 坂本武：赤穂市
- 沙倉ゆうの：西宮市
- 笹木彰人：明石市
- 笹野高史：津名郡一宮町（現・淡路市）
- 昌子楓：神戸市
- 沢木ルカ：神戸市
- 志賀廣太郎
- 島田順司：芦屋市
- 清水善三（元・俳優）：神戸市
- 志村喬：朝来郡生野町（現・朝来市）
- 夙川アトム：西宮市
- 順みつき：伊丹市
- 杉良太郎：神戸市長田区
- 勝呂誉：芦屋市
- 鈴木杏樹：神戸市
- 鈴木浩文：西宮市
- 鈴木亮平：西宮市
- 大門正明：高砂市
- 平愛梨：明石市
- 平祐奈：明石市
- 高岡建治：西宮市
- 高島忠夫：神戸市東灘区
- 高田浩吉：尼崎市
- 堺雅人：神戸市
- 佐野元哉：川西市
- 辰巳柳太郎：赤穂市
- 鎮西寿々歌
- 堤真一：西宮市
- 戸田恵梨香：神戸市灘区
- 栃下有沙
- 殿山泰司：神戸市
- 豊田早季：芦屋市
- 中田青渚：神戸市
- 長手絢香（元・ココナッツ娘。、旧芸名：アヤカ）：神戸市東灘区
- 中西良太：西脇市
- 中原詩乃：宝塚市
- 生瀬勝久：西宮市
- 西村信章
- にわつとむ：西宮市
- 野村周平：神戸市
- 野村貴志：尼崎市
- 野村将希：尼崎市（出生地は福岡県）
- のん（能年玲奈）：神崎郡神河町
- 橋本じゅん：神戸市東灘区
- 長谷川彩乃：神戸市灘区
- 初音麗子：神戸市
- 濱田マリ：神戸市須磨区
- 林剛史：神戸市長田区
- 早瀬久美：神戸市
- 春江ふかみ
- 榛名由梨：三田市
- 韓盛治
- 半田健人：芦屋市
- 樋口幸平
- 深水彰彦：神戸市
- 福田公子：神戸市
- 福本清三：城崎郡香住町（現・美方郡香美町）
- 藤岡重慶：神戸市
- 藤岡琢也：姫路市
- 藤本洸大 :  神戸市
- 藤原紀香：西宮市
- 故里明美：神戸市
- 古田新太：神戸市西区（出生当時は垂水区）
- 前田綾花：加古川市
- マギー：宝塚市
- マコ岩松：神戸市
- 町真理子：神戸市
- 街田しおん：美方郡香美町
- 松浦亜弥：姫路市
- 松浦雅：芦屋市
- 松尾諭：尼崎市
- 松下奈緒：川西市（奈良県生まれ）
- 松島庄汰：尼崎市
- 松山メアリ：神戸市
- 円美穂：神戸市
- 真理アンヌ：神戸市
- 美栞了：神戸市須磨区
- 美木良介：姫路市
- 水崎綾女：神戸市兵庫区
- 水野麗奈：姫路市
- 三田篤子：神戸市
- 南果歩：尼崎市
- 三原羽衣
- 宮地真緒：洲本市
- 雅千夏
- 宮村優子：神戸市
- 睦五朗：神戸市
- 村田知栄子：神戸市
- 森山未來：神戸市灘区
- 柳永二郎
- 大和貴恵：神戸市
- 山本太郎：宝塚市
- 山口崇：西淡町阿那賀（現・南あわじ市）
- 山崎竜太郎
- 山路ふみ子：神戸市長田区
- 山田スミ子：西宮市
- 山中由貴
- 山西道広
- 雪見みと
- 由美あづさ：神戸市
- 由美かおる：川西市
- 渡瀬恒彦：津名郡淡路町（現・淡路市）（出生は島根県安来市）
- 渡辺大知：神戸市
- 渡哲也：津名郡淡路町（現・淡路市）（島根県安来市生まれ）

### アイドル
- あいざわみり
- 鮎川穂乃果：尼崎市
- 新井ゆうこ：伊丹市
- 池本しおり：神戸市
- 石野真子：芦屋市
- 入矢麻衣：明石市
- 上仲百波（元関西ジャニーズJr.）
- WEST.
  - 神山智洋：宝塚市
  - 重岡大毅：川西市
  - 中間淳太：神戸市中央区
  - 濵田崇裕：神崎郡
- Aぇ! group
  - 佐野晶哉：西宮市
  - 末澤誠也
- AKB48グループ
  - AKB48元メンバー
    - 福留光帆：尼崎市
    - 山田菜々美：加古川市
    - 渡辺志穂：加古川市

  - SKE48元メンバー
    - 松井玲奈（元乃木坂46）：神戸市西区、愛知県で育つ

  - SDN48元メンバー
    - 手束真知子（元SKE48）：加古川市

  - NMB48メンバー
    - 龍本弥生
    - 眞鍋杏樹

  - NMB48元メンバー
    - 岸野里香（元Over The Top）：加古川市
    - 木下百花
    - 篠原栞那：尼崎市
    - 城恵理子
    - 瀧山あかね：尼崎市
    - 肥川彩愛：神戸市
    - 村上文香：西宮市
    - 山本彩加

  - STU48元メンバー
    - 石田みなみ
- 江口紗耶（BEYOOOOONDS）
- 大川藍（ファッションモデル・元アイドリング!!!）：尼崎市
- 大西流星（なにわ男子）：西宮市
- 沖原里紗（Carat：Risa）
- 小田切理紗：神戸市
- 梶原芽衣：城崎町（現・豊岡市）
- 加納葉月
- 鎌田奈津美：神戸市
- 河合まゆ
- カワイレナ（手羽先センセーション）
- 河上幸恵：芦屋市
- 川上愛：姫路市
- 川西拓実（JO1）：高砂市
- Girls²
  - 隅谷百花（元magical²）
  - 菱田未渚美（元mirage²）
- 北神朋美
- 久保田あさみ
- 黒田有彩：神戸市
- 後藤彩（元SUPER☆GiRLS）
- 後藤聖良
- 小間千代：尼崎市
- 坂道シリーズ
  - 乃木坂46
    - 五百城茉央：神戸市
    - 愛宕心響：神戸市
    - 海邉朱莉
    - 林瑠奈：神奈川県で育つ

  - 櫻坂46
    - 井上梨名：加西市
    - 増本綺良

  - 櫻坂46元メンバー
    - 小池美波[18]：西宮市

  - 日向坂46
    - 正源司陽子：芦屋市
    - 小西夏菜実
    - 高井俐香

  - 日向坂46元メンバー
    - 佐々木美玲：神奈川県生まれ、神戸市東灘区
- 坂元葉月（わーすた）：神戸市
- 沢井彩華：神戸市
- 杉本夏希：愛媛県生まれ
- 園田真紀
- 阪本麻美：神戸市
- 千堂あきほ：尼崎市
- 高嶋菜七（東京パフォーマンスドール第二期）
- 高地優名
- 高見こころ：神戸市
- 田川恵理：川西市
- たこやきレインボー元メンバー
  - 彩木咲良
  - 堀くるみ
- 堂本光一（DOMOTO）：芦屋市（長野県生まれ）
- 豊川誕：姫路市
- 鳴海陽菜
- 中右遥：姫路市
- 中西亜結
- 花村想太（Da-iCE）：伊丹市
- 菱田海佑香
- 藤波心
- ふてこ（夜光性アミューズ）：三木市
- 前田彩里
- 松浦亜弥：姫路市
- 松下萌子：神戸市垂水区
- 松本夏空：西宮市
- 松山メアリ：神戸市
- 美華：尼崎市
- 水谷さくら：神戸市須磨区
- 光井愛佳（元モーニング娘。）：滋賀県で育つ
- 南野陽子：伊丹市
- 三訳真奈美
- 名井南（TWICE）：西宮市
- 宮脇舞依（姫路市ご当地アイドル「KRD8」リーダー、姫路ふるさと大使）：加古川市
- 村田寛奈（9nine）：西宮市
- 森田みいこ
- 森山りこ
- 八木沙季：姫路市
- 安田章大（SUPER EIGHT）：尼崎市
- 矢野妃菜喜（元私立恵比寿中学）
- 山崎佑奈
- 横山可奈子：宝塚市
- 吉永せいな
- 渡辺未優（元lovely²）

### お笑いタレント
- 秋定遼太郎（滝音）：神戸市垂水区
- 秋田久美子：姫路市
- 尼神インター
  - 誠子：神戸市
  - 渚：尼崎市
- 石田靖：伊丹市
- 井上竜夫：尼崎市
- 内海崇（ミルクボーイ）：姫路市
- 大山英雄：伊丹市
- 岡八郎：尼崎市
- 木村卓寛（天津）：姫路市
- 桜 稲垣早希：神戸市東灘区
- 里見まさと（ザ・ぼんち）：姫路市
- さゆり（かつみ♥さゆり） ：神戸市長田区
- 木曽さんちゅう：神戸市
- 楠本見江子：神戸市
- 信濃岳夫：宝塚市
- 島木譲二：尼崎市
- じゅんいちダビッドソン：尼崎市
- ジョージマン北：姫路市
- 陣内智則：加古川市
- 隅田美保：伊丹市
- ぜんじろう：姫路市
- 仙堂花歩：西宮市
- ダウンタウン：尼崎市（両名とも）
  - 浜田雅功（大阪市生まれ）
  - 松本人志
- 田崎佑一（藤崎マーケット）：神戸市北区
- ダチョウ倶楽部
  - 上島竜兵：丹波市（当時の氷上郡春日町。神戸市北区（転居当時は兵庫区）鈴蘭台育ち）
  - 寺門ジモン：川西市（大阪府箕面市生まれ）
- 田渕章裕（ちょんまげラーメン）：たつの市（旧・龍野市）
- 団長（安田大サーカス）：西宮市
- ちゃらんぽらん：尼崎市（両名とも）
  - 大西浩仁
  - 富好真
- 樽井修（ギャグ作家、プロデューサー、芸能事務所社長）：神戸市
- チャンス大城：尼崎市
- 月亭方正（山崎邦正）：西宮市
- 中條健一：神戸市須磨区
- なかのよいこ
- 名倉潤（ネプチューン）：姫路市
- バイク川崎バイク：加古川市
- 橋本直（銀シャリ）：伊丹市
- バッファロー吾郎A（木村明浩、バッファロー吾郎）：神戸市垂水区
- はな寛太：加西市
- 東野幸治：宝塚市
- 平井まさあき（男性ブランコ）：豊岡市
- 平山昌雄：尼崎市
- フースーヤ：神戸市（両名とも）
  - 田中ショータイム
  - 谷口理：須磨区
- 福徳秀介（ジャルジャル）：芦屋市
- ホーザン：たつの市（旧・龍野市）
- 松原タニシ：神戸市
- マユリカ：神戸市西区（両名とも）
  - 中谷祐太
  - 阪本匠伍
- Mr.オクレ：明石市
- ミラクルひかる（モノマネタレント）：豊岡市
- 森田まりこ：丹波篠山市（当時は多紀郡）
- やなぎ浩二：西宮市
- 矢野勝也（矢野・兵動）：尼崎市
- 山田ルイ53世（髭男爵）：三木市
- ゆいP（おかずクラブ）：伊丹市
- ユリオカ超特Q：城崎郡日高町（現・豊岡市）
- 吉田ヒロ：神戸市長田区
- 吉田裕：高砂市
- レイザーラモンHG（住谷正樹、レイザーラモン）：神戸市垂水区（加古郡播磨町育ち）

### タレント
- 朝比奈彩：洲本市
- 雨宮悠香
- 嵐優子
- 綾奈千瑞
- 石神澪：神戸市
- 岩沢慶明（スタジアムDJ、ラジオパーソナリティ）：宝塚市
- 大久保かれん（ラジオDJ）：神戸市
- 大海エリカ
- 荻野なお
- 笠野咲藍
- 加島ちかえ
- 上沼恵美子：南あわじ市（当時は三原郡）
- 川口葵：明石市
- 河野ゆかり
- 岸本ゆきえ：神戸市
- クリステル・チアリ：西宮市
- 黒坂真美：姫路市
- 小暮あき
- 小原ブラス：姫路市
- 小澤絵理菜
- 小桃音まい
- 小牧ユカ：神戸市
- 小間千代：尼崎市
- 桜井聖良
- 桜木凛
- 篠山あかり
- 庄司ゆうこ
- 瀬戸カトリーヌ：フランス生まれ、神戸市育ち
- 高野あさお：神戸市 東灘区
- 田川惠理
- 瀧山あかね：尼崎市
- 宅麻仁
- 竹内ななみ
- 武田訓佳：三木市
- 谷口キヨコ：宝塚市
- 津田亜矢子
- 津村亜紀
- 中島浩二：尼崎市（福岡県 大牟田市育ち）
- 中村美由紀：尼崎市（大分県 大分市育ち）
- 夏目鈴
- 濱田マリ：神戸市 須磨区
- 樋口みどりこ
- 沼田由花
- 野村瑠里：神戸市
- 春名亜美：加古川市
- 東山麻美
- 藤岡みなみ
- 雅千夏
- マグナム北斗：神戸市
- 松尾貴史：神戸市中央区（当時は生田区）
- 丸尾みゆき
- 三江彩花：尼崎市
- 実熊瑠琉
- 水野麗奈：姫路市
- 南彩夏：宝塚市
- 村上実沙子：芦屋市
- 本山なみ
- 森脇梨々夏
- ターザン山下（ラジオDJ）：神戸市 兵庫区
- 山崎美和（気象予報士、元・ラジオタレント）：姫路市
- 山田誉子：神戸市 須磨区
- 八幡愛
- 優木瑛美
- 吉岡久美子：神戸市

### モデル
- 青山あみ
- 有坂心花
- 浦浜アリサ：川西市
- 大海エリカ
- 奥田順子：神戸市
- 加藤栞
- 川上愛
- 久慈愛
- 熊澤枝里子
- 黒田真友香
- SatomI：加古川市
- 澤野井香里：神戸市
- 杉ゆかり
- 清家麻里奈：神戸市
- 田浦有夏
- 竹内星菜
- 竹中一江
- 長坂有紗
- 南條有香：三田市
- 藤本恵理子：神戸市
- マギー：尼崎市（出身地は神奈川県）
- ミカエル：西宮市
- 美崎悠
- 水原希子：神戸市（アメリカ生まれ）
- 水原佑果：神戸市（アメリカ生まれ）
- モーゼス夢：尼崎市
- 山之内すず：神戸市須磨区
- RENA：神戸市

### マジシャン
- マジカルたけし：神戸市

### 落語家
- 桂吉弥：尼崎市（出生は大阪府茨木市）
- 桂小枝：西宮市
- 桂枝雀 (2代目)：神戸市 灘区
- 桂文之助 (3代目)：神戸市
- 桂文珍：丹波篠山市
- 桂米朝：姫路市
- 桂あおば：神戸市須磨区
- 桂まん我：神戸市
- 笑福亭松喬 (6代目)：小野市
- 笑福亭松喬 (7代目)：西宮市
- 笑福亭鶴笑：朝来郡 山東町 (現・朝来市)
- 笑福亭松之助：神戸市
- 笑福亭呂鶴：伊丹市
- 笑福亭銀瓶：神戸市
- 笑福亭由瓶：丹波市
- 笑福亭里光：西宮市
- 橘ノ圓都：神戸市
- 立川晴の輔：神戸市

### 音楽家
- あいみょん：西宮市
- いときん（ET-KING）：三田市
- 井上堯之：神戸市
- 内田裕也（ロックンローラー兼俳優）:西宮市
- 大村憲司（ギタリスト）：神戸市
- 小曽根真（ジャズピアニスト）：神戸市 中央区
- 久宝留理子：神戸市 北区
- 黒須チヒロ（音楽プロデューサー、作詞家、作曲家、編曲家、ボーカル、実業家、プロモーター）：神戸市
- 幸樹（ダウト）
- 小坂明子：西宮市
- 小西りゅうじ（ギタリスト）（現・小西隆史）：神戸市
- 是方博邦：神戸市（大阪府生まれ）
- 榊いずみ：神戸市
- 佐山雅弘（ジャズピアニスト、作曲家）：尼崎市
- 塩谷朋之（12012）：神戸市
- 杉田篤史（INSPiボーカル）：神戸市 須磨区
- 鈴木一郎（ギタリスト）：神戸市
- So（Fear, and Loathing in Las Vegasクリーンボーカル、プログラミング）：加古川市
- DJ SAORI（上野早織）（DJ、トラックメーカー）
- 谷五郎（コミックバンドマン）：高砂市
- チャーリー・コーセイ：神戸市
- tofubeats：神戸市
- 土佐信道（明和電機）：赤穂市
- 則竹裕之（ドラマー、元・T-SQUARE）：川西市（大阪府生まれ）
- 橋本一子（ジャズピアニスト）：神戸市
- 葉月ミチル：宝塚市
- 樋口あゆ子（ピアニスト）：芦屋市
- 藤崎賢一（JUSTY-NASTY、ex.CRAZE）：川西市
- フジモトヨシタカ：西宮市
- 栗林みな実（Fear, and Loathing in Las Vegasスクリームボーカル、キーボード、プログラミング）：芦屋市
- 宮崎隆睦（サクソフォーン奏者、元・T-SQUARE）：神戸市須磨区
- 雅-miyavi-：川西市
- 村上てつや（ゴスペラーズ）：西宮市
- 村上ポンタ秀一（ドラマー）：西宮市
- MORRIE （DEAD END、Creature Creature）：たつの市
- 山崎真（ピアニスト）：三木市
- 山塚アイ（ボアダムス）：神戸市 中央区
- 山本精一：尼崎市
- 芳垣安洋（ドラマー）：西宮市
- Ryoji（ケツメイシ）：神戸市 灘区
- ukurena（ウクレレ奏者）：神戸市

### 歌手
- アン・ルイス：神戸市
- 丘みどり：姫路市出身　演歌歌手　2016年ひめじ観光大使
- 奥井雅美：伊丹市
- 久宝留理子：神戸市
- 桑名正博：神戸市
- こじまいづみ（花*花）：高砂市
- 菅原洋一：加古川市
- 住江みちる：芦屋市
- となりの坂田。
- 葉月ミチル : 宝塚市　声楽家ソプラノ　ペギー葉山が大叔母
- 浜崎容子（アーバンギャルド）
- ピコ
- 兵庫ケンイチ：姫路市
- 藤波心
- 松浦亜弥：姫路市
- MARIA-E
- MiChi：イギリス生まれ、神戸市垂水区育ち
- 宮史郎：加西市
- もんたよしのり：神戸市東灘区（広島県福山市生まれ）
- 山口純
- YURIE(深澤友梨恵)：神戸市
- 吉田真里子：姫路市
- ロミ・山田
- Mishu（LUV K RAFT）：神戸市

### シンガーソングライター
- あいみょん：西宮市
- 井上苑子：神戸市
- 上野まな：加古川市
- 植村花菜：川西市
- 岡村靖幸：神戸市
- 奥井亜紀：伊丹市
- 小松未歩：神戸市須磨区
- 小南泰葉：丹波市
- きいちろ：姫路市
- 坂上庸介：神戸市西区
- 阪本奨悟：西宮市
- Cyan：小野市
- 柴田まゆみ：たつの市
- タイナカサチ：加古川市
- Cheri：神戸市
- 平松愛理：神戸市須磨区
- BORO：伊丹市
- 三浦和人（元雅夢メンバー）：宍粟郡波賀町（現・宍粟市）
- 白石乃梨：丹波篠山市（旧・多紀郡）
- 悠以：尼崎市

### バンド
- 赤松芳朋（SOPHIA）：加古郡播磨町
- ACE（元聖飢魔II）
- 踊ってばかりの国
- 恩田快人（PRESENCE、JACKS'N'JOKER、JUDY AND MARY）：神戸市垂水区
- 薫（DIR EN GREY）
- ガガガSP：神戸市
- 北川賢一（ロードオブメジャー）：神戸市垂水区
- 空中分解 feat.アンテナガール：姫路市
- 黒猫チェルシー：神戸市
- ジェイムス：神戸市
- 女王蜂
- THE SORRY ON PARADE：赤穂市
- 竹中雄大：Novelbrightのボーカル。姫路市
- 田中和将（GRAPEVINE、大阪府枚方市育ち）
- 種浦マサオ
- 千紗（girl next door）：篠山市
- トータス松本（ウルフルズ）：西脇市（旧多可郡黒田庄町）
- TOMOMI（SCANDAL）：加古川市
- 藤崎賢一（JUSTY-NASTY）：川西市
- 船原長生（元プラズマティックス）
- 松岡充（SOPHIA）：小野市→高砂市（大阪府生まれ）
- 都啓一（SOPHIA）：伊丹市
- NAOKI（SA）
- 森信行（元くるり）
- The fin.
- GISHO：（PENICILLIN）
- HEATH（X JAPAN）：尼崎市
- hiroko（Mihimaru GT）：芦屋市（栃木県宇都宮市育ち）
- フレデリック  (メンバー全員が兵庫県出身 高橋武のみが横浜出身)
- KING BROTHERS:西宮市
- MASCHERA（メンバー全員兵庫県出身）：明石市、姫路市
- MASS OF THE FERMENTING DREGS
- 武装衝突:神戸市
- MORRIE（DEAD END）：たつの市
- N'夙川BOYS：西宮市
- NOVELA
- Psycho le Cemu（メンバー全員兵庫県育ち seekのみ、生まれが九州）
- S.Q.F：姫路市、赤穂郡
- Syu（Galneryus）：芦屋市
- TRANSTIC NERVE
- WEAVER：神戸市
- KNOCK OUT MONKEY：神戸市
- 神吉智也（ONE OK ROCK）：姫路市
- Ray （DEVILOOF)：美方郡

### グループ・デュオ
- あまゆーず：尼崎市
- 伊藤洋介（元シャインズ、現東京プリン）
- 数原龍友（GENERATIONS from EXILE TRIBE）：尼崎市
- Savage genius：神戸市
- 武部柚那（E-girls）：加古川市
- 菱田未渚美(Girls2)
- ちめいど：篠山市
- 長田あつし（元殿さまキングスリーダー、現オヨネーズ）：淡路市（旧北淡町）
- 花*花（おのまきこ・こじまいづみ）：高砂市
- 林田真尋（フェアリーズ）：西宮市
- ミナ（TWICE）：西宮市
- Yu-Ki （メロフロート）：西宮市

### 講談師
- 神田紫：神戸市

### 声優
- 朝田実依
- 浅田葉子
- 安倍慎二郎
- 天田益男[19]
- 粟津貴嗣
- 安西なをみ：高砂市
- 池辺久美子
- 石川英郎：西宮市
- 石川桃子
- 石川由依
- 石山百年美
- 居谷四郎
- 一条和矢：神戸市
- 伊東久美子
- いのこざゆき
- 射場美波
- 岩崎了
- 植田慎一郎：尼崎市
- 上田燿司：神戸市
- 内田泰喜
- 宇和川恵美：神戸市
- 太田淑子：尼崎市（生まれは京都府）
- 大野智敬
- 大海吾郎
- 大村歌奈
- 小河正史：たつの市
- 興津和幸：三原郡西淡町（現・南あわじ市）
- 奥島和美
- 鬼塚真吾
- 尾上由美：姫路市
- 香川葉月
- 角田紗里
- 加藤寛規
- 金光宣明：神戸市
- 冠野智美：明石市
- 北西純子
- 木内秀信：神戸市
- 木下尚紀
- 金月真美：明石市
- 栗田エリナ
- 小泉萌香：尼崎市
- 児島ちはる
- 寿美菜子（スフィア）：神戸市長田区
- 小林直樹
- 斎藤綾（育ちは埼玉県）
- 斎藤桃子：宝塚市
- 榊原ゆい
- 櫻井ありす：神戸市
- 櫻井慎也：明石市、加古川市
- 櫻井トオル
- 塩山由佳
- 重塚利弘
- 篠原あけみ
- 島田彰
- しまだかおり
- 神宮司弥生
- 直田姫奈
- 住友七絵：神戸市
- 関山美沙紀
- タカオユキ
- 高口公介
- 高塚正也：加古川市
- 高槻かなこ（Aqours）：神戸市
- 竹内良太：神戸市
- 竹田えり：西宮市
- 武虎：尼崎市
- 竹房敦司：神戸市
- 伊達朱里紗：三田市
- 田中晶子
- 田野アサミ（元BOYSTYLE）：尼崎市
- 津々見沙月
- 恒松あゆみ：加古川市
- 愛美：神戸市
- てらそままさき：西宮市（育ちは大阪府）
- 寺谷美香
- 常盤祐貴
- 内藤玲：神戸市
- 中井和哉：神戸市[20]
- 中尾衣里：神戸市
- 中尾良平：尼崎市
- 永澤菜教：尼崎市[21]
- 中村郁：宝塚市
- 中村公子
- 長久友紀（イヤホンズ）：丹波市
- 西明日香[22]
- 西川葉月
- 西本りみ
- 野村真弓
- 萩森侚子
- 橋詰知久（生まれは大阪府）
- 橋本のりこ
- 浜田初：神戸市
- 速水奨：高砂市[23]
- 氷上恭子：宝塚市
- 氷室省吾
- 菱田盛之：神戸市
- 藤田勇児
- 藤東知夏：明石市
- 藤原由林
- 福緒唯
- 堀川千華
- 堀川仁
- 前田愛：神戸市
- 前田このみ
- 牧島有希：神戸市
- ますおかたろう
- 松岡美里
- 松本ヨシロウ
- 岬なこ
- 宮崎唯
- 宮下栄治
- 宮村優子：神戸市垂水区
- 村治学
- 門田幸子
- 八木光生
- 安田美和
- 安富史郎：高砂市
- 安原義人：相生市
- 矢野妃菜喜
- 山崎カナコ
- 山下亜矢香：尼崎市
- 山端零
- 山根剛
- 山本和臣：神戸市
- 湯浅真由美：淡路島生まれ神戸市育ち
- 吉竹範子
- 渡辺武彦

### 宝塚歌劇団
- 鳳蘭
- 大地真央
- 扇千景
- 小川甲子
- 寿美花代
- 春日野八千代
- 箙かおる
- 紫苑ゆう
- 渚あき
- 檀れい
- 蘭寿とむ
- 壮一帆
- 西條三恵
- 琴まりえ
- 大湖せしる
- 鳳翔大
- 藤咲えり
- 澄輝さやと
- 舞羽美海
- 芹香斗亜
- 早乙女わかば
- 実咲凜音
- 輝月ゆうま
- 綺咲愛里
- 叶羽時
- 留依まきせ
- 綾凰華
- 帆純まひろ
- 天彩峰里
- 咲城けい
- 音彩唯
- 紀城ゆりや
- 華純沙那
- 乙華菜乃
- 七彩はづき

### アダルトタレント
- 新井リマ
- 市原克也：芦屋市
- 涼木もも香
- 鈴の家りん
- つばさ舞
- 八蜜凛
- 平井まりあ：神戸市垂水区
- 南つかさ
- 藤本AYAY
- 森ななこ
- 山崎亜美：神戸市
- 桜木凛（恵比寿マスカッツ）
- 吉高寧々
- 美泉咲
- 桃園怜奈
- かなで自由
- AIKA
- 矢沢のん：神戸市

## マスメディア

### アナウンサー・キャスター
NHK
（現在所属の放送局などは各人物の項目を参照すること）
- 井上裕貴：神戸市、アメリカ育ち
- 今城和久：神戸市
- 入江憲一
- 大谷舞風：西宮市
- 角谷直也：神戸市、生まれは名古屋市
- 鹿沼健介：西宮市、タイ・東京都で育つ
- 北村紀一郎：姫路市
- 小山正人 - 現在は嘱託職：神戸市
- 嶋田ココ
- 住田功一：神戸市灘区
- 高木修平：神戸市
- 高瀬耕造：加古川市
- 武田涼介：神戸市
- 土橋大記：生まれは北海道
- 出山知樹：神戸市
- 中條誠子：宝塚市
- 西阪太志 : 宝塚市
- 真下貴：神戸市、生まれは東京都
- 森田茉里恵：宝塚市
- 山路忠生：神戸市
- 山田朋生：伊丹市
- 山本美希 - 現在は報道局記者、ニュース番組キャスター：宝塚市

サンテレビジョン
- 湯浅明彦：西宮市

京都放送
- 遠藤奈美：西宮市
- 梶原誠：丹波篠山市

毎日放送
- 上田崇順
- 上泉雄一：宝塚市
- 大月勇 - 現在はラジオ営業部に異動：神戸市
- 大吉洋平：神戸市
- 柏木宏之：神戸市、大阪府豊中市で育つ
- 河田直也：神戸市
- 清水麻椰：神戸市
- 高井美紀：神戸市東灘区
- 増田一樹 - 現在はコンプライアンス室に異動：芦屋市
- 松川浩子：宝塚市
- 松本麻衣子：姫路市
- 美藤啓文：神戸市、生まれは長野県

朝日放送テレビ
- 乾麻梨子：宝塚市
- 上田慶行 - 現在は総務局に異動：神戸市
- 大仁田美咲 : 明石市（6歳まで）、以後は大阪府池田市
- 小縣裕介：神戸市
- 小寺右子：西宮市
- 小西陸斗 : 姫路市
- 澤田有也佳 : 西宮市
- 塚本麻里衣 : 宝塚市
- 津田理帆 : 伊丹市
- 長嶋賢一朗 - 現在は編成局に異動：神戸市
- 福戸あや : 西脇市
- 北條瑛祐 : 明石市

関西テレビ放送
- 杉本なつみ：川西市
- 舘山聖奈 : 西宮市
- 橋本和花子 : 西宮市

讀賣テレビ放送
- 大田良平：西宮市
- 中谷しのぶ：西宮市
- 西尾桃 : 宝塚市
- 野村明大 - プロデューサーを兼務：尼崎市、大阪市出身
- 脇浜紀子 - 現在はコンテンツビジネスセンター・コンテンツ事業部に異動：神戸市

テレビ大阪
- 黒部亜希子 - 現在は編成部に異動、元宮崎放送：宝塚市

東京の民放局
- 伊藤利尋 - フジテレビ：神戸市須磨区
- 上垣皓太朗 - フジテレビ : 西宮市
- 佐々木恭子 - フジテレビ：西宮市
- 椿原慶子 - フジテレビ：神戸市
- 永島優美 - フジテレビ：神戸市
- 森昭一郎 - フジテレビ：尼崎市
- 植草朋樹 - テレビ東京、元RKB毎日放送：神戸市
- 駒田健吾 - TBS：神戸市垂水区
- 上山千穂 - テレビ朝日：神戸市
- 大西洋平 - テレビ朝日：三木市
- 島本真衣 - テレビ朝日：西宮市
- 柳下圭佑 - テレビ朝日:芦屋市
- 北脇太基 - 日本テレビ : 姫路市
- 黒田みゆ - 日本テレビ : 西宮市
- 平松修造 - 日本テレビ：神戸市
- 長谷川太 - 文化放送：神戸市

名古屋の民放局
- 安部まみこ - 中京テレビ放送：神戸市
- 角上清司 - CBCテレビ：西宮市
- 神尾純子 - CBCテレビ、現在は番組宣伝部に異動：明石市
- 北山靖 - 東海ラジオ放送：神戸市
- 小高直子 - CBCテレビ：尼崎市、生まれは奈良市
- 庄野俊哉 - 東海テレビ放送：西宮市
- 高田寛之 - CBCテレビ：川西市
- 中橋かおり - CBCテレビ、現在は社長室人事部に異動：西宮市
- 南部志穂 - CBCテレビ：神戸市、生まれは京都府
- 松井美智子 - 東海テレビ放送：西宮市
- 森合康行 - CBCテレビ、現在はラジオ編成部に異動：神戸市

その他の民放局
- 川野武文 - 宮崎放送：三木市
- 桑原達秋 - 福井テレビジョン放送：西宮市
- 柴柳二郎 - テレビ岩手：神戸市
- 高木晴菜 - テレビ西日本
- 田中憲行 - テレビ金沢、現在は東京支社勤務：神戸市
- 渕上沙紀 - 中国放送：西脇市
- 宮永真幸 - 札幌テレビ放送：神戸市

フリー・退職者・転職者・物故者
- 赤江珠緒 - フリー、元朝日放送テレビ：明石市
- 赤間優美子 - 元静岡朝日テレビ
- 宇垣美里 - フリー、元TBS：神戸市
- 薄田ジュリア - フリー、元石川テレビ放送
- 大角茉里 - フリー（松竹芸能所属）、元愛媛朝日テレビ→元千葉テレビ放送
- 大野雄一郎 - 元朝日放送テレビ：神戸市
- 大橋未歩 - フリー、元テレビ東京：神戸市須磨区
- 奥井奈々 - フリー、元NewsPicks：南あわじ市（旧・三原町）
- 奥秋和夫 - 郡山女子大学講師、元福島中央テレビ：神戸市
- 改野由佳 - フリー（オフィスキイワード所属）、元日本海テレビ→元テレビ愛知：揖保郡
- 亀井京子 - フリー（オーケープロダクション所属）、元テレビ東京：宝塚市
- 清野茂樹 - フリー（テレバイダー・エンタテインメント所属）、元広島エフエム放送→フリー（元フットメディア所属）：神戸市
- 小正裕佳子 - ニュースキャスター（セント・フォースと業務提携）、獨協医科大学特任講師、元NHK：宝塚市
- 酒井千佳 - フリー、気象予報士：伊丹市
- 志岐幸子 - 関西大学准教授、元スポーツキャスター：宝塚市
- 角田華子 - フリー（セント・フォース所属）：明石市
- 武岡智子 - フリー（圭三プロダクション所属）、元テレビ新潟：加古川市
- 龍田梨恵 - フリー（レプロエンタテインメント所属）、元テレビ東京：神戸市
- 田中大貴 - フリー（アスリート・マーケティング所属）、元フジテレビ：小野市
- 田中大貴 - フリー（ボイスワークス所属）、元RSK山陽放送：神戸市
- 丁野奈都子 - フリー（シー・フォルダ所属）、元宮崎放送：宝塚市
- 鶴田麻貴子（下村麻貴） - フリー、元テレビ宮崎→フリー→元サガテレビ：神戸市
- 鳥居睦子 - フリー、元静岡放送：姫路市
- 豊崎由里絵 - フリー、元毎日放送：明石市
- 西澤暲 - フリー、元ラジオ大阪→元中部日本放送：神戸市
- ヒロド歩美 - フリー、元朝日放送テレビ：宝塚市
- 藤村幸司 - フリー（サン放送アカデミー所属）、元長崎国際テレビ：加古川市
- 船守さちこ - 元札幌テレビ放送→フリー（元ボランチ所属）：西宮市
- 松本和也 - マツモトメソッド代表取締役、青二プロダクション所属、元NHK：神戸市
- 松元真一郎 - フリー（ザ・ユニバース所属）、元福島放送→元中京テレビ放送→元ニッポン放送→元フジテレビ：西宮市
- 丸川珠代 - 元参議院議員（自由民主党所属）、元テレビ朝日：神戸市
- 深山計 - フリー（ライツ所属）、元中国放送→元ニッポン放送
- 村上文香 - フリー、元NHK大津放送局契約キャスター：西宮市
- 望月理恵 - フリー（セント・フォース所属）：明石市
- 森直美 - 元静岡朝日テレビ：姫路市
- 山田泰三 - フリー（サンミュージック所属）、元名古屋テレビ放送→フリー（元圭三プロダクション所属）：神戸市
- 山本直也 - フリー、元ラジオたんぱ：加古川市
- 吉村光夫 - 元NHK→元TBS：神戸市、横浜市・東京都で育つ＊物故者

### ジャーナリスト
- 兼高かおる（旅行評論家、ジャーナリスト）：神戸市
- 青山繁晴（独立総合研究所首席研究員・兼代表取締役社長）現・参議院議員：神戸市
- 勝谷誠彦（コラムニスト）：尼崎市
- 杉浦美香（ジャーナリスト、著作家、元産経新聞記者）：尼崎市
- 佐々木俊尚（ITジャーナリスト）：西脇市
- 杉尾秀哉 - 元TBSテレビ報道局編集センター解説・専門記者室長（局長待遇）。報道記者・解説委員・コメンテーター - 現・参議院議員：明石市
- 角田裕育（フリージャーナリスト）
- 濱井正吾（教育ジャーナリスト、YouTuber）：丹波市
- 東公平（将棋観戦記者、チェスプレーヤー）：神戸市
- 宮嶋茂樹（報道カメラマン、ジャーナリスト）：明石市
- 村山康文（フォトジャーナリスト）：篠山市
- 安田賢治（教育ジャーナリスト）
- 若宮清（フリージャーナリスト）

### その他（マスコミ）
- 峯田大介（テレビ番組・映画企画制作他プロデュース業）：三木市

## 実業家
- 粟田貴也（トリドールホールディングス創業者）：神戸市
- 朝山貴生（テックビューロ創業者）
- 芦田信（JCRファーマ創業者）：神戸市
- 井植歳男（三洋電機創設者）：淡路市
- 生田正治（日本郵政公社初代総裁、商船三井元会長）
- 石塚博昭（三菱化学代表取締役社長、三菱ケミカル相談役、新エネルギー・産業技術総合開発機構理事長）：明石市
- 石飛修（元住友化学会長）
- 井上敬一（実業家、作家、コミュニケーションデザイナー）：尼崎市
- 岩田弘三（ロック・フィールド創設者）：神戸市
- 牛尾治朗（ウシオ電機創設者）：姫路市
- 田路舜哉（住友商事創業者）：宍粟市
- 乾新兵衛（乾財閥当主・乾汽船社長）：神戸市
- 太田垣士郎（阪急電鉄、関西電力社長を歴任）：豊岡市（旧城崎町）
- 樫野孝人（CAP代表取締役、かもめ地域創生研究所理事）：神戸市
- 柏原康夫（京都銀行会長）
- 亀高素吉（神戸製鋼所会長・社長）：神戸市
- 川西清兵衛（日本毛織（現ニッケ）、川西航空機（現新明和工業）創設者）：神戸市
- 喜岡浩二（元カゴメ社長）：尼崎市
- 北尾吉孝（SBIホールディングス社長）
- 木下勝寿（北の達人コーポレーション創業者・社長、FM NORTH WAVE会長）：神戸市
- 工藤恭孝（ジュンク堂創業者）：神戸市
- 國井総一郎（ノーリツ社長）：小野市
- 國光宏尚（実業家、gumi』創業者・ファウンダー代表取締役会長）：神戸市
- 近藤典子（近藤典子Home&Life研究所創設者）：神戸市
- 塩村仁（ノーベルファーマ創業者）：神戸市
- 注連浩行（ユニチカ社長、日本紡績協会会長）
- 白洲次郎（貿易庁長官）：芦屋市
- 菅谷俊二（オプティム創業者・社長）：神戸市
- 菅谷定彦（テレビ東京社長・会長を歴任）
- 関口房朗（メイテック創業者・馬主）：尼崎市
- 高田屋嘉兵衛（江戸時代の廻船業者）：津名郡五色町
- 滝崎武光（キーエンス創業者、日本の富豪ランキング3位）：芦屋市
- 裙本理人（セルソース創業者・社長CEO）
- 土井正治（住友化学工業社長・会長。住友化学の中興の祖）：尼崎市
- 南部靖之（パソナグループ創業者）：神戸市
- 中内㓛（ダイエー創業者）：神戸市（出生は大阪府西成郡、現在の大阪市此花区）
- 中内力（ダイエー、小僧寿しチェーン、ポートピアホテル創設者）：神戸市
- 中江種造（鉱山王・山林王）：豊岡市
- 中野敏光（WDBホールディングス創業者）：たつの市
- 中部幾次郎（マルハ、大洋漁業創業者）：明石市
- 西和彦（アスキー創業者）：神戸市
- 沼田昭二（神戸物産創業者・元会長兼社長）：稲美町
- 野田誠三（阪神電気鉄道元社長・会長、阪神タイガース元オーナー、阪神甲子園球場の設計者）加西市
- 馬場功淳（コロプラ創業者）：伊丹市
- 濵田幸一（アースインフィニティ創業者・社長）：神戸市
- 林正之助（吉本興業元会長・社長）：明石市
- 林裕章（吉本興業元会長）
- 樋口泰行  (パナソニックコネクティッドソリューションズ社 社長)
- ゲン・フクナガ（ファニメーション社長）：伊丹市
- 二木一一（フタギ創業者、ジャスコ会長）：姫路市
- 二木英徳（ジャスコ社長、イオン名誉相談役）：姫路市
- 本庄八郎（伊藤園代表取締役会長）
- 本庄正則（伊藤園創業者）：神戸市
- 牧野正幸（ワークスアプリケーションズ創業者、パトスロゴスCEO、近畿大学情報学研究所 客員教授）：神戸市
- 松田憲幸（ソースネクスト創業者・代表取締役会長兼CEO、ポケトーク開発者）：姫路市
- 宮内義彦（オリックス会長）：神戸市
- 三木谷浩史（楽天グループ創業者 社長兼会長）：神戸市
- 山下良則（リコー社長、経済同友会副代表幹事）：加西市
- 山中哲男（インプレス（現トイトマ）創業者他、事業創出家）:加古川市
- 横河民輔（横河電機、横河ブリッジ創業者）：明石市
- 吉本せい（吉本興業創業者）：明石市
- 小山正彦（プリンスホテル、代表取締役社長）：姫路市
- 吉田浩一郎（クラウドワークス創業者）：神戸市

## 歴史上の人物
- 播磨稲日大郎姫（第12代景行天皇の皇后。日本武尊（ヤマトタケル）の母）
- 安倍晴明（平安時代の陰陽師。兵庫県生まれ説がある。なお、伝承における敵役として登場する道摩や道満や智徳法師も播磨国の住人とされている）：姫路市亀山
- 道満（平安時代の法師陰陽師。通称は蘆屋道満。播磨国出身と言われ、兵庫県佐用郡佐用町で死んだという）：加古川市
- 源満仲（平安時代中期の武将。清和源氏の二代目とされる。摂津源氏の祖）：川西市
- 源頼光（平安時代中期の武将。源満仲の長子。但馬国、摂津国の受領を歴任）：川西市
- 源頼親（平安時代中期の武将。源満仲の次男。大和源氏の祖）：川西市
- 源頼信（平安時代中期の武将。源満仲の三男。河内源氏の祖。源頼朝の祖にあたる）：川西市
- 赤松円心（鎌倉時代末期から室町時代初期の守護大名）：赤穂郡上郡町
- 文観房弘真（鎌倉時代末期から室町時代初期の真言律僧・真言僧・学僧・画僧。後醍醐天皇の腹心）：加古川市
- 山名宗全（室町時代から戦国時代にかけての 武将・守護大名。応仁の乱時の西軍総大将）
- 荒木村重（戦国時代から安土桃山時代の武将・大名。伊丹城主）
- 別所長治（戦国大名、三木城主）：三木市
- 黒田孝高（通称：官兵衛、号：如水。戦国武将・大名）：姫路市
- 黒田長政（孝高の子、初代福岡藩主）：姫路市
- 後藤基次（通称：又兵衞。戦国時代から江戸時代初期の武将。黒田官兵衛、豊臣秀頼の家臣）：姫路市
- 糟屋武則（安土桃山時代から江戸時代にかけての武将。賤ヶ岳の七本槍の一人）：加古川市
- 池田忠雄（江戸時代前期の大名、淡路洲本藩主、のち備前岡山藩2代藩主、鳥取池田家2代）
- 沢庵宗彭（通称：沢庵和尚。江戸時代初期の禅僧）：豊岡市（旧出石町）
- 宮本武蔵（剣豪・二天一流開祖。著書『五輪書』に「生国播磨」と明記、この地で二刀流を編み出したと言われる）
- 春日局（江戸幕府3代将軍・徳川家光の乳母。天正7年（1579年）丹波国黒井城で斎藤利三の娘として生まれる。江戸城大奥の礎を築いた）：丹波市（旧・氷上郡春日町）
- 松原忠司（新選組四番隊組長）：加東郡
- 盤珪永琢（臨済宗の僧侶）：姫路市（旧揖西郡網干郷）
- 脇坂安政（江戸時代前期の譜代大名。脇坂氏が現在に至るまで「龍野の殿様」として慕われる土台を作った。信濃飯田藩第2代藩主、のちに播磨龍野藩初代藩主。龍野藩脇坂家3代）
- 浅野長矩（受領名浅野内匠頭。播磨赤穂藩の第3代藩主）
- 大石良雄（播磨国赤穂藩の筆頭家老）：赤穂市
- 香林院（大石良雄の妻、りく。旧豊岡藩）：豊岡市
- 赤穂浪士（赤穂事件において吉良義央邸に討ち入った。忠臣蔵の主人公のモデルになった人物達。元赤穂藩士）
- 酒井忠績（播磨姫路藩第8代藩主。雅楽頭系酒井家宗家16代。江戸幕府最後の大老。男爵）：姫路市
- 大鳥圭介（江戸時代末期の幕臣、明治時代の官僚）：赤穂郡上郡町

## その他
- 赤澤清孝（NPO法人代表、大谷大学文学部准教授）：伊丹市
- 深見東州（宗教法人ワールドメイト代表）：西宮市
- 大迫嘉昭（自費で1968年バイクで世界一周した最初の日本人ライダー）：神戸市
- 秋山燿平（マルチリンガルのYouTuber）
- 柴田凌（プロ野球チーム通訳者）：伊丹市
- ヒカル（YouTuber）：姫路市[矛盾 ⇔ ヒカル (YouTuber)]
- 藤田義隆（プロ野球チーム通訳者）：神戸市
- ブサイナ・ビント・タイムール（オマーンの王族）
- ひめか（キャバクラ嬢）
- 西園寺（YouTuber）：姫路市（大阪府高槻市育ち）
- りりり（YouTuber）
- なかやまかんな（レゴブロック製作者）

## 動物
- まさお君（ラブラドール・レトリバー、『ペット大集合!ポチたま』内「ポチたまペットの旅」初代旅犬）：神戸市

## 架空の人物
- 猪名寺乱太郎（漫画『落第忍者乱太郎』、アニメ『忍たま乱太郎』の主人公）- 摂津国出身（尼崎市の猪名寺駅周辺？）
- 兵庫菫（もえちり!シリーズの擬人化キャラ）
- 猪名川由宇（ゲーム・アニメ作品『こみっくパーティー』の登場人物） - 神戸市北区有馬温泉出身
- 山田伝蔵（漫画『落第忍者乱太郎』、アニメ『忍たま乱太郎』の登場人物） - 氷ノ山出身
- 土井半助（漫画『落第忍者乱太郎』、アニメ『忍たま乱太郎』の登場人物） - 瀬戸内海の福原出身（現在の神戸市）
- 秋本・カトリーヌ・麗子（『こちら葛飾区亀有公園前派出所』の登場人物） - 神戸市出身 実家は芦屋市
- 熊耳武緒（『機動警察パトレイバー』の登場人物） - 西宮市出身
- 白坂小梅（『アイドルマスター シンデレラガールズ』）
- 福山舞（『アイドルマスター シンデレラガールズ』）
- 橘ありす（『アイドルマスター シンデレラガールズ』）
- 西川保奈美（『アイドルマスター シンデレラガールズ』）
- クラリス（『アイドルマスター シンデレラガールズ』）
- 松原早耶（『アイドルマスター シンデレラガールズ』）
- 櫻井桃華（『アイドルマスター シンデレラガールズ』 - 神戸市出身）
- 秋山隼人（『アイドルマスター SideM』）
- 神谷幸広（『アイドルマスター SideM』）
- 硲道夫（『アイドルマスター SideM』）
- 有村麻央（『学園アイドルマスター』）
- 夜叉神天衣（『りゅうおうのおしごと!』） - 神戸市出身
- 月光聖市（『りゅうおうのおしごと!』） - 神戸市出身
- 栗栖ここね（『アイカツ!』） - 神戸市出身

## 兵庫県にゆかりのある人物

### 江戸時代以前
- 秦河勝（大和朝廷で活躍した秦氏出身の豪族。猿楽の祖。聖徳太子の側近。晩年、千種川流域を開拓し赤穂市坂越にて没する）
- 平清盛（平安時代末期の武将。大輪田泊（神戸港）の修築と福原京（神戸市中央区・兵庫区）の造営を行った）
- 武蔵坊弁慶（源義経の忠実な部下・僧兵。姫路市書写山圓教寺で修行僧として暮らしていた。寺内に、彼が顔を映したといわれる鏡池、文机が残っている）
- 脇坂安治（安土桃山時代から江戸時代にかけての武将・大名。賤ヶ岳の七本槍の一人。淡路洲本藩主。のちに播磨龍野藩脇坂家初代）
- 千姫（豊臣秀頼の正室。関ヶ原の戦の後、本多忠刻と再婚。忠刻が播磨に移封となり、播磨に在住。姫路城の化粧櫓は、別名千姫御殿といわれる）
- 池田輝政（戦国時代末期から江戸初期にかけての武将・大名。現在の姫路城の築城主）
- 山鹿素行（江戸時代前期の儒学者・軍学者。播磨国赤穂藩へ流罪となり、赤穂藩士の教育などを行う）
- 勝海舟（江戸時代末期の幕臣、明治時代初期の政治家。1863年（文久3年）、神戸海軍操練所を開き、現在の神戸市兵庫区に寓居した）

### 明治時代以降
- 伊藤博文（初代・第5代・第7代・第10代内閣総理大臣）：山口県出身。初代の兵庫県知事。
- 芦田均（第47代内閣総理大臣）：京都府福知山市出身。旧制柏原中学卒業（2期生）。
- 三木武夫（第66代内閣総理大臣）：徳島県板野郡土成町（現・阿波市）出身。中外商業学校（現・兵庫県立尼崎北高等学校）卒業。
- 安倍晋三（第90代・第96代・第97代・第98代内閣総理大臣）：東京都出身（本籍地は山口県）。1980年（昭和55年）5月 - 1981年（昭和56年）1月まで加古川市の神戸製鋼所加古川製鉄所に勤務していた。
- 陸奥宗光（和歌山県出身。外務大臣。1863年（文久3年）、神戸海軍操練所に入所。第4代の兵庫県知事）
- 伊東祐亨（鹿児島県出身。元帥海軍大将。初代連合艦隊司令長官。神戸海軍操練所に在籍していた）
- 砂田重政（愛媛県出身。衆議院議員。元自由民主党所属代議士。選挙区が旧兵庫1区）
- 河上丈太郎（東京府生まれ。元日本社会党委員長。選挙区が旧兵庫1区）
- 浜野徹太郎（和歌山県生まれ。元立憲民政党所属代議士。選挙区が旧兵庫1区）
- 金子直吉（高知県生まれ。実業家。神戸鈴木商店大番頭（専務取締役））
- 高畑誠一（愛媛県生まれ。実業家。神戸鈴木商店ロンドン支店支店長。日商（後の双日）創業者。ゴルフのヘッドカバー考案者）
- 川崎正蔵（鹿児島県出身。神戸川崎財閥の創設者。川崎造船所（現・川崎重工業）創業者、貴族院議員、美術収集家。1912年（大正元年）まで神戸市中央区布引に在住した）
- 松方幸次郎（鹿児島県出身。川崎造船所初代社長、衆議院議員、美術収集家。1896年（明治29年）から神戸市灘区に在住した）
- 武藤山治（愛知県弥富市生まれ。鐘紡社長、時事新報社社長。1893年（明治26年）、26歳から神戸市に在住した）
- 久原房之助（山口県萩市出身。久原財閥、久原鉱業所（日産コンツェルンの前身）創業者。1904年（明治37年） 神戸市東灘区に自邸を建設した）
- 弘世助三郎（滋賀県彦根市出身。日本生命創業者。1908年（明治41年）から神戸市東灘区に在住した）
- 野村徳七（大阪府出身。野村財閥創業者。1921年（大正10年）から神戸市東灘区に在住した）
- 二代目 伊藤忠兵衛（滋賀県彦根市出身。 伊藤忠財閥2代目当主。丸紅創業者。1957年（昭和32年）神戸市の学校法人甲南学園の5代目理事長となる。神戸市東灘区に在住した）
- 小寺源吾（岐阜県出身。大日本紡績（現・ユニチカ）社長。神戸市東灘区に在住した）
- 阿部房次郎（滋賀県彦根市出身。東洋紡績社長。貴族院勅選議員。神戸市東灘区に在住した）
- 安宅弥吉（石川県金沢市生まれ。安宅産業創業者、甲南女子学園創設者。神戸市東灘区に在住した）
- 岩井勝次郎（京都府出身。岩井商店（のちの日商岩井、現・双日）創業者。神戸市東灘区に在住した）
- 六代目武田長兵衛（大阪府出身。武田薬品工業社長。神戸市東灘区に武田家住吉別邸を建設した）
- 豊田利三郎（滋賀県彦根市出身。トヨタ自動車工業初代社長・会長。豊田自動織機初代社長。1908年（明治41年）神戸高等商業学校（現・神戸大学）を卒業した）
- 藤沢友吉（三重県出身。藤沢商店（ 現・ 藤沢薬品工業）創業者。芦屋市に在住した）
- 寺田甚吉（大阪府出身。寺田合名会社社長。和泉銀行頭取。南海鉄道社長 。岸和田紡績（大日本紡績と合併して現・ユニチカ）社長。芦屋市に在住した）
- 越後正一（滋賀県出身。元伊藤忠商事社長・会長。瀬島龍三を重用した。1924年（大正13年）神戸高等商業学校（現・神戸大学）卒業。西宮市に在住した）
- 井深大（栃木県生まれ。ソニー創業者の一人。1920年（大正9年）- 1927年（昭和2年）、11歳 - 18歳まで、神戸市に在住）
- 立石一真（熊本県出身。オムロン創業者。1921年（大正10年）- 1922年（大正11年）まで兵庫県土木課に勤務）
- 松下幸之助（和歌山県出身。パナソニック（旧松下電器産業）創業者、PHP研究所創立者。1939年（昭和14年）から西宮市に在住した）
- 田村駒治郎（二代目）（大阪府出身。大阪市の繊維商社田村駒経営者、プロ野球団松竹ロビンスのオーナー。西宮市甲子園に在住した）
- ヴァレンティン・フョードロヴィチ・モロゾフ（白系ロシア人。神戸市の洋菓子メーカー・モロゾフ創業者）
- マカール・ゴンチャロフ（白系ロシア人。洋菓子メーカー・ゴンチャロフ製菓創業者）
- カール・ユーハイム（ドイツ出身。菓子職人、ユーハイム創業者。1923年（大正12年）関東大震災に罹災して横浜市の店を失い、神戸市に移住して店を開く）
- ハインリヒ・フロインドリーブ（ドイツ出身。パン職人、フロインドリーブ創業者。神戸市に在住した）
- フィリップ・ビゴ（フランス出身。パン職人、菓子職人。フランスパンの普及者。1965年（昭和40年）神戸市に来日。現在は西宮市在住）
- 村岡範為馳（旧因幡国（現・鳥取県鳥取市）生まれ。物理学者。晩年に出石郡（現・豊岡市）に在住していたことがある）
- 笹部新太郎（大阪市生まれ。植物学者。日本古来種の桜を研究・保護育成する。神戸市に在住した）
- 矢内原忠雄（愛媛県出身。経済学者、植民政策学者。東京大学総長。旧制神戸一中（現・兵庫県立神戸高等学校）を卒業した）
- 古武弥正（大阪府出身。心理学者。幼少期（1912年（大正元年）頃）から宝塚市に、1939年（昭和14年）から西宮市に在住）
- 岡田武松（千葉県生まれ。気象学者。1920年（大正9年）- 1923年（大正12年）まで神戸市の海洋気象台初代台長を務める）
- 坂田昌一（東京生まれ。物理学者。1920年（大正9年）から1929年（昭和4年）までと、1934年（昭和9年）から1939年（昭和14年）まで神戸市に在住した）
- 日高孝次（宮崎県出身。海洋学者。1927年（昭和2年）- 1942年（昭和17年）まで神戸市の海洋気象台に勤務）
- 湯川秀樹（東京生まれ。理論物理学者。1933年（昭和8年）から1943年（昭和18年）まで西宮市に在住）
- 日野原重明（山口県山口市生まれ。医師・聖路加国際病院理事長。4歳から20歳まで神戸市に在住）
- 中井久夫（奈良県天理市生まれ。精神科医、精神病理学者。1934年（昭和9年）から宝塚市、伊丹市、神戸市垂水区に在住）
- 江崎玲於奈（大阪府出身。物理学者。1937年（昭和12年）、御影師範附属高等小学校に在学。1947年（昭和22年）- 1956年（昭和31年）まで川西機械製作所（現・富士通テン）勤務）
- 西江雅之（東京都出身。文化人類学者、言語学者。1942年（昭和17年）、5歳から7歳頃まで父親の郷里の宍粟市に疎開する）
- 神谷美恵子（岡山県岡山市生まれ。精神科医。1951年（昭和26年）- 1972年（昭和47年）頃まで芦屋市に在住した）
- 浦太郎（東京出身。数学者。1951年（昭和26年）から西宮市に在住）
- 坂本多加雄（愛知県名古屋市出身。政治学者、思想史家。1952年（昭和27年）、2歳時から神戸市に在住。灘中学校・高等学校卒業）
- 谷沢永一（大阪府出身。書誌学者、文芸評論家。1961年（昭和36年）から宝塚市、1966年（昭和42年）からは川西市に在住した）
- 岩田久二雄（大阪市出身。昆虫学者、生態学者。1967年（昭和42年）、61歳から神戸市北区に在住した）
- 犬養孝（東京都生まれ。万葉学者。西宮市に在住した）
- 山崎正和（京都府出身。劇作家、評論家、演劇学者。西宮市在住）
- 小松和彦（東京都出身。文化人類学者、民俗学者。川辺郡猪名川町在住）
- 大月隆寛（東京都生まれ。民俗学者。高校卒業時まで兵庫県に在住）
- 井田茂（東京都出身。惑星科学者・東京工業大学教授。幼少時に尼崎市に在住していたことがある）
- 小谷野敦（茨城県生まれ。比較文化学者、評論家、小説家。大阪大学助教授時代の1994年（平成6年）- 1999年（平成11年）まで宝塚市に在住した）
- 山中伸弥（大阪府出身。医学者（2012年度ノーベル生理学・医学賞受賞者）、京都大学iPS細胞研究所名誉所長。1981年（昭和56年）- 1987年（昭和62年）まで神戸大学医学部に在籍した）
- 河合浩蔵（東京出身。建築家。1897年（明治30年）神戸市に移住し、1905年（明治38年）河合建築事務所を開設する）
- 長谷部鋭吉（北海道札幌市出身。建築家。長谷部竹腰建築事務所（現・日建設計）創設者の一人。1909年（明治42年）から神戸市東灘区、芦屋市、1923年（大正12年）から宝塚市に在住）
- 渡辺節（東京出身。建築家。1916年（大正5年）、大阪市に渡辺節建築事務所を開設。芦屋市に在住した）
- 村野藤吾（佐賀県唐津市出身。建築家。1918年（大正7年）渡辺節建築事務所に入所。宝塚市に在住した）
- 置塩章（静岡県生まれ。建築家。1920年（大正9年）、兵庫県庁に勤務。1928年（昭和3年）、神戸市に建築設計事務所を開設）
- 清家清（京都市出身。建築家。幼少期に神戸市に移住、旧制神戸二中（現・兵庫県立兵庫高等学校）卒業）
- 水谷穎介（東京生まれ。建築家、都市計画家。幼少期から神戸市で育つ）
- 松本重治（大阪市出身。ジャーナリスト。6歳 - 18歳まで神戸市に在住。明治時代の元勲松方正義の孫）
- 山田耕筰（東京出身。作曲家、指揮者。1902年（明治35年）から1904年（明治37年）、16歳から18歳まで関西学院に在学した）
- 貴志康一（大阪府出身。作曲家、指揮者。1918年（大正7年）から1926年（大正15年）、9歳から17歳まで芦屋市に在住）
- 朝比奈隆（東京出身。指揮者。1931年（昭和6年）から西宮市、宝塚市、川西市に在住ののちに神戸市灘区に在住した）
- 佐渡裕（京都市出身。指揮者。2002年（平成14年）から神戸市に在住した）
- 別宮貞雄（東京出身。作曲家。1940年（昭和15年）旧制神戸一中（現・兵庫県立神戸高等学校）を卒業した）
- 羽毛田丈史（長野県生まれ。作曲家、編曲家。1960年（昭和35年）生後まもなく神戸市に移住。10代から西宮市に在住した）
- 辻久子（大阪府出身。ヴァイオリン奏者。1938年（昭和13年）から1973年（昭和48年）まで神戸市、宝塚市、尼崎市、西宮市に在住した）
- 樫本大進（ロンドン生まれ。ヴァイオリン奏者。母親が赤穂市出身のため幼少一時期を赤穂で過ごした。2007年より赤穂国際音楽祭〜Le・Pont〜の音楽監督を務める）
- 松本隆（東京都出身。作詞家。2013年（平成25年）から神戸市に在住）
- 田中千代（東京出身。服飾デザイナー、田中千代学園創設者。1931年（昭和6年）から神戸市東灘区に在住。1937年（昭和12年）に田中千代洋裁研究所を開設）
- 上田安子（大阪府出身。ファッションデザイナー。晩年に西宮市に在住した）
- コシノヒロコ（大阪府出身。ファッションデザイナー。2001年（平成13年）から芦屋市在住）
- 竹久夢二（岡山県出身。画家・詩人。1899年（明治32年）神戸尋常中学校（現・兵庫県立神戸高等学校 ）入学。家庭の事情により12月に中退した）
- 直原玉青（岡山県赤磐市生まれ。南画家、禅僧。1906年（明治39年）- 1920年（大正9年）、2歳 - 16歳まで洲本市に在住）
- 長谷川三郎（山口県出身。洋画家。1910年（明治43年）、4歳から神戸市、その後芦屋市に在住）
- 東山魁夷（神奈川県横浜市生まれ。日本画家。1911年（明治44年）- 1926年（大正15年）、3歳 - 18歳まで神戸市に在住）
- 大橋翠石（岐阜県大垣市出身。日本画家・虎画家。1912年（大正元年）から神戸市須磨に在住）
- 野口弥太郎（東京生まれ。洋画家。1912年（大正元年）、13歳から神戸市に在住）
- 田中忠雄（北海道札幌市生まれ。洋画家。1914年（大正3年）、11歳から神戸市に在住）
- 村上華岳（大阪府生まれ。日本画家。幼少期に神戸に移住。1923年（大正12年）京都から芦屋に移住、1927年（昭和2年）に神戸市に移住）
- 小出楢重（大阪市出身。洋画家。1925年（大正14年）から芦屋市に在住）
- 吉原治良（大阪府生まれ。抽象画家。1947年（昭和22年）に西宮市、1971年（昭和46年）に神戸市東灘区に移住）
- 須田剋太（埼玉県出身。洋画家。1947年（昭和22年）、41歳から西宮市に在住）
- 鴨居玲（石川県金沢市出身。洋画家。1952年（昭和27年）、24歳から西宮市、神戸市に在住）
- 桑田笹舟（広島県出身。書家。1921年（大正10年）、21歳から神戸市に在住）
- 中山岩太（福岡県柳川市出身。写真家。1927年（昭和2年）、32歳から芦屋市に在住）
- 元永定正（三重県出身。現代美術家。1950年代から神戸市東灘区、のちに宝塚市に在住）
- 新宮晋（大阪府豊中市出身。造形作家。三田市に在住）
- 小原豊雲（大阪府出身。華道家。小原流三世家元。神戸市東灘区に在住した）
- 手塚治虫（大阪府豊中市生まれ。漫画家。5歳 - 24歳まで宝塚市に在住した）
- 溝口健二（東京出身。映画監督。大正時代に神戸又新日報に図案係として勤務していた）
- 中川信夫（京都府生まれ。映画監督。1910年（明治43年）、5歳から神戸市で育つ）
- 横田豊秋（東京出身。映画監督、俳優。1924年（大正13年）、西宮市の東亜キネマ甲陽撮影所に入社）
- 蔵原惟繕（ボルネオサラワク王国生まれ。映画監督。小学校4年生から中学時代に神戸市に在住していたことがある）
- 蔵原惟二（東京出身。映画監督。高校時代に神戸市に在住していたことがある）
- 大森一樹（大阪市出身。映画監督・医師。10代の頃、父の転勤により芦屋市に在住していたことがある。現在は芦屋市在住）
- 小森和子（東京出身。映画評論家。神戸市にあったイギリスの船舶会社「P&O」日本支店に勤務していたことがある）
- 山村聰（奈良県天理市出身。俳優・映画監督。神戸市立諏訪山尋常高等小学校5年から旧制神戸一中（現・兵庫県立神戸高等学校）卒業時まで神戸市に在住した）
- 八千草薫（大阪府出身。女優。宝塚歌劇団と女優時代初期に神戸市東灘区に在住）
- 小山乃里子（北海道小樽市生まれ。ラジオパーソナリティ、元ラジオ関西アナウンサー。元神戸市議会議員。神戸市東灘区在住）
- 道上洋三（山口県生まれ。朝日放送エグゼクティブアナウンサー。伊丹市在住）
- 明石家さんま（和歌山県生まれ。奈良県育ち。タレント。師匠である笑福亭松之助の西宮市の実家近くに一時期、アパートを借りて住んでいたことがある）
- 間寛平（高知県生まれ。タレント。現在は関西をメインに活動している。宝塚市在住）
- 堀内正美（東京都出身。俳優。1984年（昭和59年）から神戸市北区に在住）
- 山田五郎（東京都生まれ。評論家、タレント。1968年（昭和43年）、9歳の一時期に西宮市に在住していた）
- 島倉千代子（東京都出身。歌手。1963年（昭和38年）から1968年（昭和43年）まで西宮市に在住した）
- 阿南健治（大分県出身。俳優。幼少期から1980年（昭和55年）まで西宮市、尼崎市に在住した）
- 徳永英明（福岡県生まれ。ミュージシャン。小学校まで福岡で過ごし、中学・高校、19歳まで伊丹市で過ごす）
- 常盤貴子（神奈川県横浜市出身。女優。小学校4年生 - 高校1年生まで西宮市に在住）
- 藤木直人（岡山県生まれ。俳優、ミュージシャン。一時期神戸市に在住していたことがある）
- 本上まなみ（山形県鶴岡市生まれ。大阪府育ち。女性タレント、女優。現在の実家は兵庫県伊丹市）
- 佐藤江梨子（東京都生まれ。女優。父の転勤により神戸市に在住していたことがある）
- 大久保麻理子（長崎県佐世保市生まれ。福岡県育ち。タレント・女優。父の転勤により小学6年から大学卒業頃まで在住。神戸でスカウトされる。現在は東京都在住）
- 吉沢京子（東京都出身。女優。1983年（昭和58年）から1989年（平成元年）まで芦屋市に在住した）
- 夏樹陽子（三重県出身。女優。1986年（昭和61年）から1994年（平成6年）まで芦屋市に在住した）
- 小林麻耶（新潟県小千谷市生まれ。フリーアナウンサー。小学5年生の3学期から中学2年生まで西宮市に在住した）
- 小林麻央（新潟県小千谷市生まれ。キャスター、タレント。小学生時代に西宮市に在住した）
- 石田ゆり子（名古屋市生まれ。女優。幼少期に父の転勤により西宮市に在住していたことがある）
- 石田ひかり（東京都出身。女優。幼少期と、2001年（平成13年）5月から2004年（平成16年）まで西宮市に在住した）
- 西田ひかる（神奈川県生まれ。女優。2007年（平成19年）頃から西宮市に在住）
- 渡辺篤史（茨城県下妻市生まれ、俳優。2010年（平成22年）から2014年（平成26年）まで神戸芸術工科大学客員教授を務めた）
- 西澤宏隆（京都市生まれ。関西テレビ放送スポーツ部元プロデューサー。神戸大学に在学していた）
- 竹村健一（大阪市生まれ。政治評論家。大阪の生野中から兵庫県の生野中に転校）
- 清水善造（群馬県高崎市出身。テニス選手。1935年（昭和10年）頃と、1948年（昭和23年） - 1960年代末期まで神戸に在住）
- 石黒修（長崎県長崎市出身。プロテニス選手。神戸市の甲南中学校・甲南高等学校卒業。俳優・石黒賢の父親）
- 友寄正人（沖縄県出身。元セントラル・リーグのプロ野球審判員。神戸市在住）
- 長田裕也 (沖縄県宮古島市出身。空手選手。西宮市在住）
- 井上大佑（大阪府出身。カラオケの発明者。神戸市でバンドマンとして活動。1973年（昭和48年）から西宮市在住）
- 野口聡一（神奈川県横浜市生まれ。茅ヶ崎市育ち。宇宙飛行士。3歳から小学校5年生まで揖保郡太子町に在住）
- クロード・チアリ（フランス出身。ギタリスト。1975年（昭和50年）から西宮市に在住）
- 小泉八雲（アイルランド出身。作家、随筆家、小説家。1894年（明治27年）11月-1896年（明治29年）8月まで神戸市のジャパンクロニクル社に勤務）
- ヴェンセスラウ・デ・モラエス（ポルトガル出身。外交官、文筆家。1899年（明治32年）から1913年（大正2年）までポルトガル副領事、総領事として神戸に在住）
- 郡虎彦（東京出身。劇作家。1893年（明治26年）- 1902年（明治35年）、3歳 - 12歳まで神戸市東灘区に在住）
- 正岡子規（伊予国（現・愛媛県）出身。俳人、歌人。日清戦争に記者として従軍後、1895年（明治28年）7 - 8月まで神戸で療養生活を送る）
- 志賀直哉（宮城県石巻市出身。1917年「城の崎にて」を白樺に発表。兵庫県城崎の三木屋（現存）に事故後の療養のために逗留している）
- 江見水蔭（岡山県岡山市出身。小説家。1898年（明治31年）から1900年（明治33年）まで神戸新聞社に勤務）
- 海野十三（徳島県出身。小説家、SF作家、推理作家。小学3年から旧制神戸一中（現・兵庫県立神戸高等学校）卒業時まで神戸市に在住）
- 稲垣足穂（大阪府出身。小説家。1907（明治40年）- 1919（大正8年）、7歳 - 18歳まで明石市、神戸市に在住）
- 河上徹太郎（長崎県出身。文芸評論家、音楽評論家。1908年（明治41年）神戸市立諏訪山小学校に入学。1914年（大正3年）旧制神戸一中に入学。1916年（大正5年）に東京に移住した）
- 中塚一碧楼（岡山県倉敷市出身。俳人。1910年（明治43年）、22歳から姫路市に在住）
- 薄田泣菫（岡山県倉敷市出身。詩人。1911年（明治44年）- 1944年（昭和19年）、44歳 - 66歳まで西宮市に在住）
- 今日出海（北海道函館市出身。小説家、評論家。1911年（明治44年）- 1918年（大正7年）、7歳 - 14歳まで神戸市に在住）
- 今東光（神奈川県横浜市出身。作家、評論家、初代文化庁長官。1912年（大正元年）- 1915年（大正4年）まで、神戸市、豊岡町に在住）
- 阿部知二（岡山県出身。小説家、英文学者、翻訳家。1912年（大正元年）、9歳時に姫路市に移住。旧制姫路中学（現・兵庫県立姫路西高等学校）を卒業した）
- 直井潔（広島県生まれ。小説家。1916年（大正5年）、1歳から神戸市に在住。1961年（昭和36年）、46歳からは明石市に在住）
- 田宮虎彦（東京生まれ。高知県出身。小説家。幼少期に高知市-下関市-姫路市を経て、神戸市で育つ）
- 河東碧梧桐（愛媛県温泉郡（現・松山市）出身。俳人。1919（大正8年）大正日日新聞社会部長として、約1年間芦屋市に在住）
- 中村憲吉（広島県出身。歌人。1920年（大正9年）- 1926年（大正15年）、31歳 - 37歳まで西宮市に在住）
- 富田砕花（岩手県盛岡市出身。詩人、歌人。1920年（大正9年）から芦屋市に在住）
- 富士正晴（徳島県出身。小説家。1921年（大正10年）、8歳から神戸市に在住。昭和22年VIKING参加。のちに大阪府に移住）
- 足立巻一（東京出身。小説家。1921年（大正10年）、9歳から神戸市に在住）
- 横光利一（福島県生まれ。小説家、俳人。1920年（大正9年）- 1922年（大正11年）まで、毎年夏に神戸市の姉の家に滞在）
- 山本周五郎（山梨県出身。小説家。1923年（大正12年）関東大震災に罹災し、豊岡町、神戸市に在住。「夜の神戸社」で編集記者として勤務。1924年（大正13年）1月に帰京）
- 谷崎潤一郎（東京出身。小説家。1923年（大正12年）12月 - 1946年（昭和21年）3月まで西宮市、神戸市東灘区、芦屋市に在住）
- 佐藤紅緑（青森県弘前市出身。作家、俳人。1924年（大正13年）- 1944年（昭和19年）、49歳 - 69歳まで西宮市に在住）
- 佐藤愛子（大阪府生まれ。作家。1924年（大正13年）- 1943年（昭和18年）、20歳まで西宮市に在住）
- 島尾敏雄（神奈川県横浜市出身。小説家。1925年（大正14年）- 1936年（昭和11年）、8歳 - 18歳までと、1945年（昭和20年）- 1952年（昭和27年）まで神戸市に在住）
- 安東次男（岡山県出身。俳人、詩人、評論家。小学5年から神戸市に在住）
- 森田たま（北海道札幌市出身。随筆家。1930年（昭和5年）から1932年（昭和7年）まで西宮市に在住）
- 遠藤周作（東京生まれ。小説家。1933年（昭和8年）- 1941年（昭和16年）、10歳 - 18歳まで神戸市灘区、西宮市に在住）
- 稲畑汀子（神奈川県横浜市生身。俳人。1935年（昭和10年）、4歳から芦屋市在住。高浜虚子の孫）
- 井上靖（北海道旭川市（旧・旭川町）生まれ。静岡県育ち。小説家、詩人。大阪毎日新聞記者時代に西宮市に在住）
- 大岡昇平（東京出身。小説家、評論家、翻訳家。1938年（昭和13年）から1944年（昭和19年）まで神戸市に在住）
- 岡部伊都子（大阪府出身。随筆家。1938年（昭和13年）- 1964年（昭和39年）、15歳 - 41歳まで尼崎市、神戸市に在住）
- 別宮貞徳（東京出身。英文学者、翻訳家。1940年（昭和15年）旧制神戸一中を卒業した）
- 西東三鬼（岡山県津山市出身。俳人。1942年（昭和17年）から1948年（昭和23年）まで神戸市に在住）
- 阿波野青畝（奈良県高市郡出身。俳人。1945年（昭和20年）から西宮市に在住）
- 時実新子（岡山県出身。川柳作家。1945年（昭和20年）、17歳から姫路市に在住。1986年（昭和61年）からは神戸市に在住）
- 村上春樹（京都市生まれ。作家。1951年（昭和26年）、2歳時から西宮市に在住。12歳から19歳までは芦屋市に在住）
- 山口誓子（京都市出身。俳人。1953年（昭和28年）から西宮市に在住）
- 石上玄一郎（北海道札幌市出身。作家。1956年（昭和31年）、46歳のときに東京都より神戸市東灘区に移住）
- 多田智満子（福岡県出身。詩人、随筆家、翻訳家、フランス文学者。1956年（昭和31年）から神戸市に在住）
- 鈴木漠（徳島県出身。詩人。1957年（昭和32年）から神戸市に在住）
- 小池真理子（東京都出身。小説家。1965年（昭和40年）3月から1968年（昭和43年）9月まで父の転勤により西宮市に在住）
- 楠見朋彦（大阪府出身。小説家、歌人。神戸市に在住）
- 高嶋哲夫（岡山県玉野市出身。小説家。1981年（昭和56年）、31歳から神戸市に在住）
- 黒岩重吾（大阪府出身。作家。1983年（昭和58年）から西宮市に在住した）
- 有川浩（高知県生まれ。小説家。宝塚市に在住）
- 湊かなえ（広島県因島市出身。小説家。西宮市の武庫川女子大学を卒業。1999年（平成11年）から淡路島に在住）
- 小川洋子（岡山県出身。小説家。2002年（平成14年）から芦屋市在住。母親が神戸市出身）
- 小松左京（大阪府箕面市出身。作家。4歳から神戸市に在住）
- 筒井康隆（大阪府出身。作家。1972年（昭和47年）から妻の実家がある神戸市垂水区に東京都より移住。1999年（平成11年）、東京都にも居を構える）
- 野坂昭如（神奈川県生まれ。作家。養子先が神戸市灘区。神戸大空襲で養父を亡くし、終戦後実父のいる新潟県に転居）
- 司馬遼太郎（大阪市浪速区西神田町（現・塩草）生まれ。作家。父方の祖父母は姫路市出身）
- 三島由紀夫（旧東京市四谷区生まれ。作家。生まれも育ちも東京都だが、祖父である平岡定太郎が兵庫県印南郡（現加古川市）出身で本籍地がそのままだったため、印南郡で徴兵検査を受けた）
- 石原裕次郎（神戸市生まれ。俳優、歌手。1936年（昭和11年）6月まで約1年半居住。北海道小樽市、神奈川県逗子市に育つ）
- 水木しげる（鳥取県出身、本名：武良しげる/紙芝居作家の時に神戸市兵庫区水木通でアパートを経営。その際に阪神画報社の鈴木勝丸に本名を覚えてもらえず、「水木さん」と呼ばれたことが、「水木しげる」のペンネームが生まれる切っ掛けとなった）
- 成田亨（神戸市生まれ。デザイナー、彫刻家。生後4ヶ月から青森県青森市へ移住、6歳から14歳まで尼崎市で育つ）
- 大村加奈子（京都市生まれ。バレーボール選手。久光製薬スプリングス所属）
- 小池達子（松山市生まれ。テレビ愛媛アナウンサーを経てTBS「クイズダービー」4代目出題アシスタント。神戸大学に在学していた）
- 森一夫（三重県出身。教育評論家、日本理科教育学会名誉会員・元会長、大阪教育大学名誉教授、大阪総合保育大学大学院教授。芦屋市在住時に山手小、中学校、兵庫県立芦屋高等学校卒。尼崎市在住時に武庫川女子大学講師 - 助教授）
- 栗原恵（広島県出身。バレーボール選手。中学2年生の時、姫路市の大津中学校にバレー留学をする）
- 平山泰代（広島市生まれ。シンガーソングライター。高校時代に尼崎市に転居し、武庫川女子大学在学中に後藤悦治郎らと赤い鳥を結成。後に後藤と結婚し、解散後、紙ふうせんを結成。西宮市在住）
- 宙美（東京都生まれ。歌手。実父の佐川満男が神戸市出身）
- 板倉俊之（宝塚市生まれ。埼玉県志木市育ち。お笑い芸人、俳優。幼少期に埼玉県へ移住）
- 立松和平（栃木県出身、作家。母方の曾祖父が生野銀山から足尾に移住）
- 舟木智介（神奈川県出身。 コナミデジタルエンタテインメント。神戸市に在住経験あり）
- 山内久司（大阪市生まれ。朝日放送顧問、元ドラマ部門チーフプロデューサー。尼崎市在住）
- 星野仙一（岡山県倉敷市出身、元東北楽天ゴールデンイーグルス監督。父仙蔵が神戸市出身）
- 滝川クリステル（フランスで生まれ、来日後の3歳から10歳まで母親の出身地神戸市で育った[24]。その後東京都へ移住）
- 長谷川潤（アメリカ生まれ。祖父母が住んでいた神戸市内に15歳のときから一年間在住し、市内のインターナショナル・スクールに通った。その後は東京都へ移住）
- コービー・ブライアント（アメリカ生まれ。神戸が名前の由来のNBAバスケットボールプレイヤー）
- ダグラス・ロブ（アメリカのロックバンド、フーバスタンクのボーカル。日本人の母親が兵庫県出身で小学生の頃、兵庫県に在住していた）
- だいすけ君（ラブラドール・レトリバー、「ペット大集合!ポチたま」内「ポチたまペットの旅」二代目旅犬。父まさお君が神戸市出身）
- 坂本昌仁（元競輪選手、大阪府から当県に選手登録地を移籍）
- 高橋恒（元競輪選手、大阪府から当県に選手登録地を移籍）
- 杵屋巳三郎（東京都出身。長唄相方。父の山口崇が南あわじ市出身）
- 松岡修造（東京都出身。元テニス選手。父の松岡功が兵庫県出身）
- 内田也哉子（東京都出身。女優。父の内田裕也が兵庫県西宮市出身）
- 鳩山幸・鳩山紀一郎母子：鳩山由紀夫元首相の妻と子。幸の母・橋本家（紀一郎の外祖母）が神戸市出身。
- 山田純大（東京都出身。俳優。父親が杉良太郎）
- 牧山桂子（東京都出身。著作家。父親が白洲次郎）
- 赤井英和（大阪府出身。元プロボクサー、俳優。父方が丹波市、母方が丹波篠山市）
- 吉田栄勝・沙保里父娘（父は青森県、娘は三重県出身。父（祖父）が淡路島出身）
- 渡辺満里奈（東京都出身。歌手・タレント。夫の名倉潤が姫路市出身）
- DAIGO（東京都出身。ミュージシャン。妻の北川景子が神戸市出身）
- 里田まい（北海道札幌市出身。タレント。夫の田中将大が伊丹市出身）
- 相沢紗世（広島県広島市出身。ファッションモデル。夫の中島裕之が伊丹市出身）
- 松村未央（神奈川県横浜市出身。フジテレビアナウンサー。夫の陣内智則が加古川市出身）
- 松倉悦郎（埼玉県出身。元フジテレビアナウンサー。フジテレビ退職後の2002年から姫路市在住）
- 岩佐徹（東京都出身。元フジテレビ、WOWOWアナウンサー。2009年に長兄の世話のため芦屋市に在住した）
- 伊藤史隆（愛知県名古屋市出身。朝日放送テレビシニアアナウンサー。神戸大学入学時から神戸市在住）
- ハリー・B・ハリス・ジュニア（神奈川県横須賀市生まれ。アメリカ海軍大将、第24代アメリカ太平洋軍司令官。母親が芦屋市出身）
- 乾国雄（大阪府大阪狭山市出身。元プロ野球選手。）
- イチロー（愛知県豊山町出身。元プロ野球選手。1992年（平成4年）から2000年（平成12年）まで神戸市のオリックス・ブルーウェーブに在籍。メジャーリーグへ移籍以降も毎年日本での練習を神戸市で行う）
- 三浦知良（静岡県静岡市出身。プロサッカー選手。2001年（平成13年）から2005年（平成17年）7月までヴィッセル神戸主将。神戸市東灘区に在住した）
- 千秋（京都府舞鶴市生まれ、千葉県市原市育ち。タレント。父が藤本勝司）
- 豊田章男（愛知県名古屋市出身。トヨタ自動車会長。三井物産副社長であった義父の田淵守が神戸市出身）
- 王少飛 （中国生まれ。画家。1988年から神戸在住、神戸市芸術文化会議会員としても活躍している。）
- 稲川英里（神奈川県出身。声優。幼少期に在住経験がある。）
- 藤原トキ（大阪府寝屋川市出身。お笑いコンビ藤崎マーケット。2003年から一時期は神戸市北区に住んでいた）
- 御嶽海久司（長野県上松町出身。力士。祖父が兵庫県姫路市出身）
- 金川紗耶（北海道札幌市出身。アイドル、乃木坂46の4期生。父が兵庫県姫路市出身）
- 魚住咲恵（東京都国立市育ち。フリーアナウンサー、元岡山放送アナウンサー。小学3年生まで兵庫県に住んでいた[25]。）
- 井上貴博（東京都出身。TBSテレビアナウンサー。両親が兵庫県出身）
- 国山ハセン（東京都出身。元TBSテレビアナウンサー。母親が神戸市出身）
- 別井敬之（大阪府出身。NHKアナウンサー。初任地がNHK神戸放送局）
- 浅井僚馬（愛知県出身。NHKアナウンサー、初任地が神戸局）
- 田所拓也（愛知県出身。NHKアナウンサー。初任地が神戸局）
- 吾妻謙（埼玉県出身。NHKアナウンサー。神戸市生まれ）
- 山﨑夕貴（岡山県出身。フジテレビアナウンサー。父の仕事の関係で約7年間姫路市に住んでいた）